# 奧海城

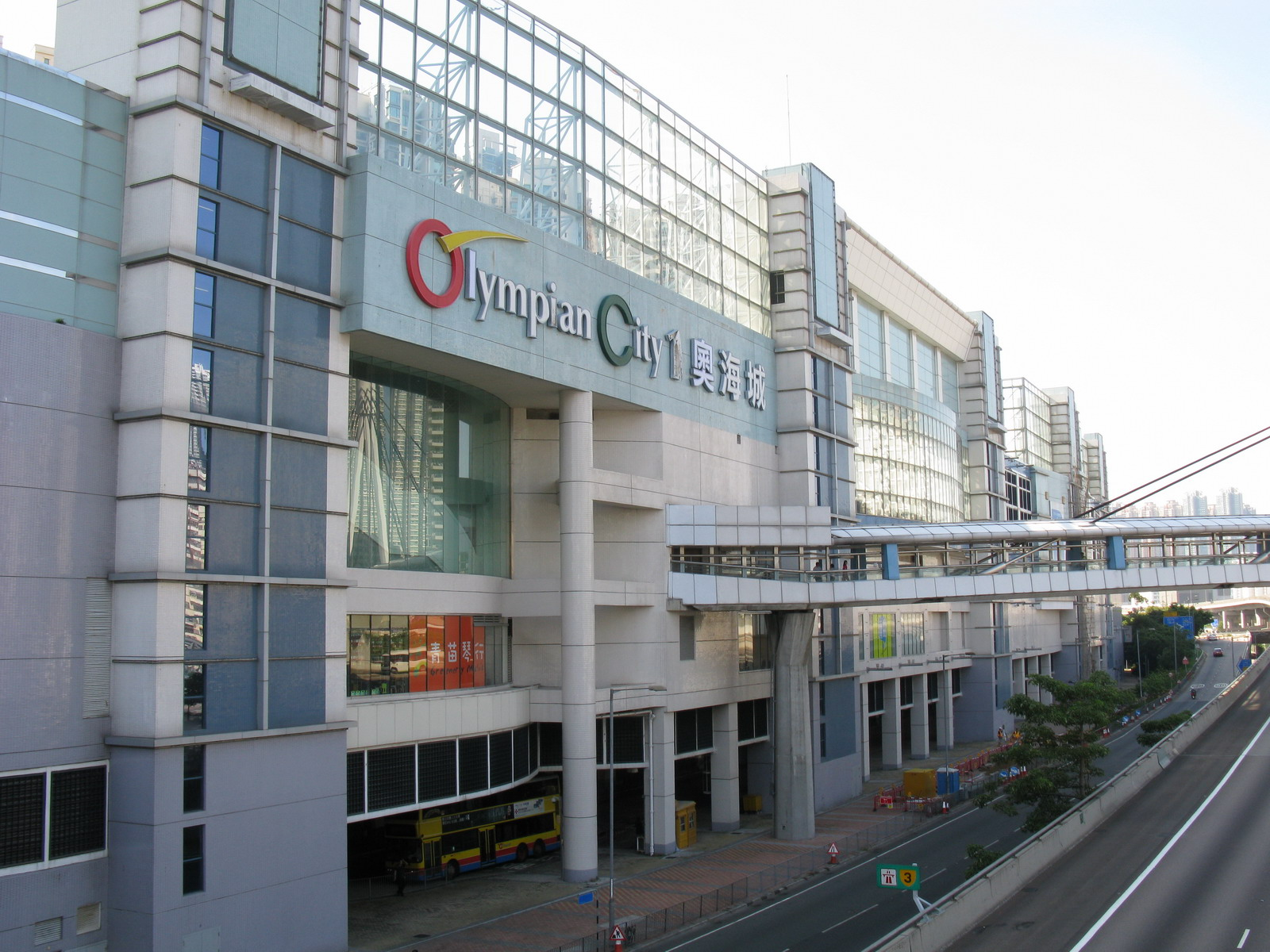
一期商場

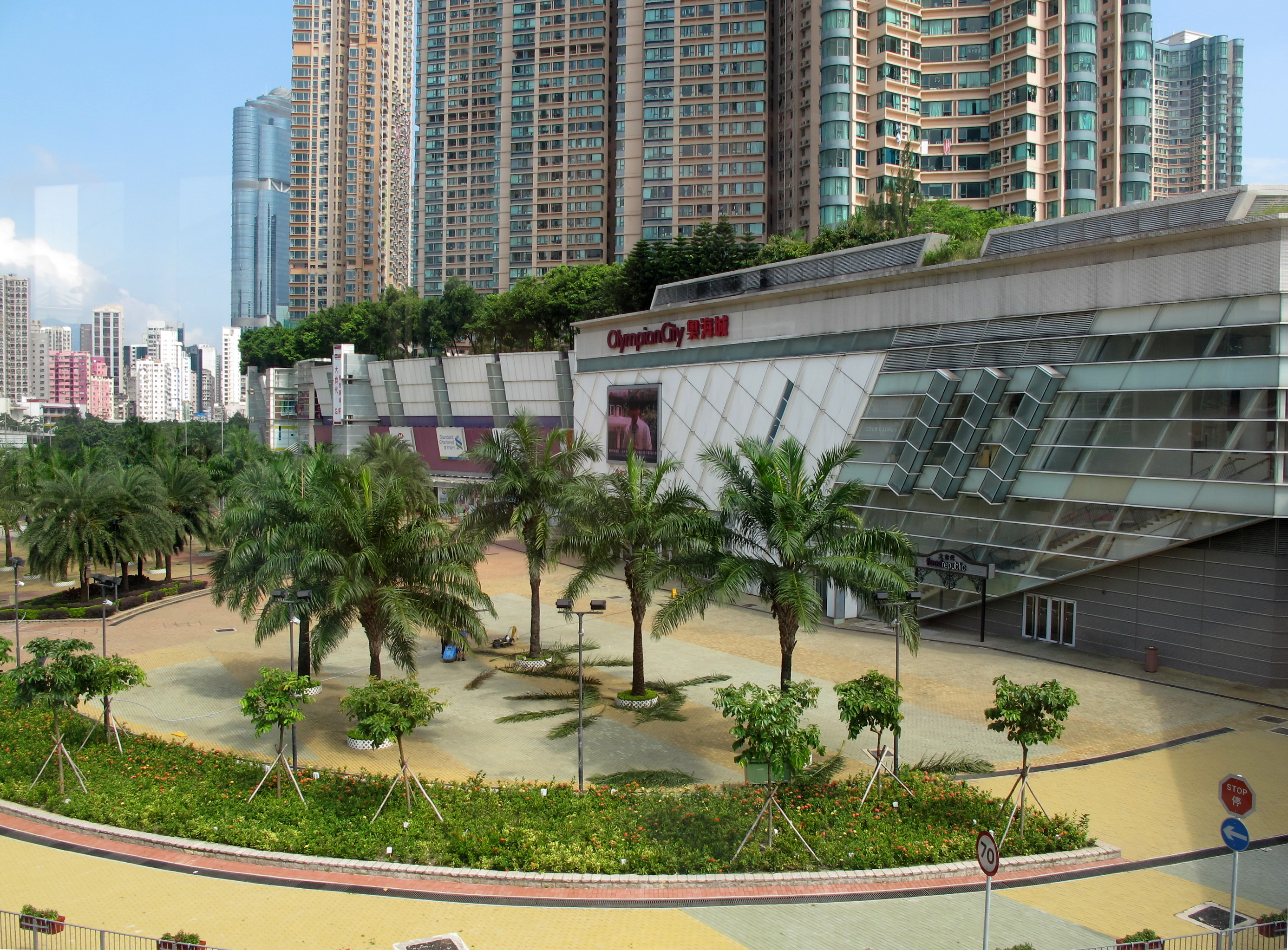
二期正門入口設有一個大型露天廣場及戶外大電視

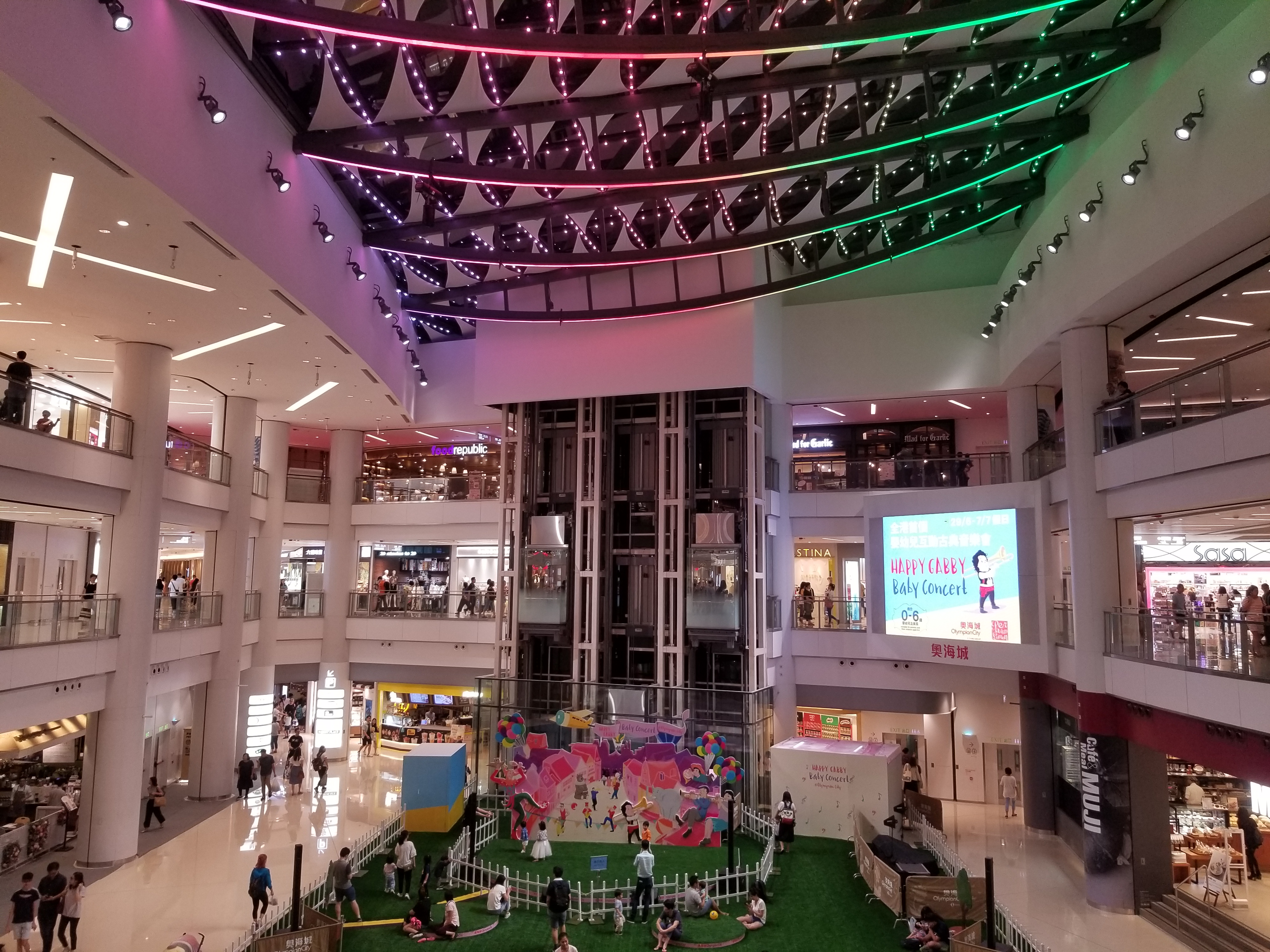
翻新後的二期主題中庭及天幕（2019年6月）

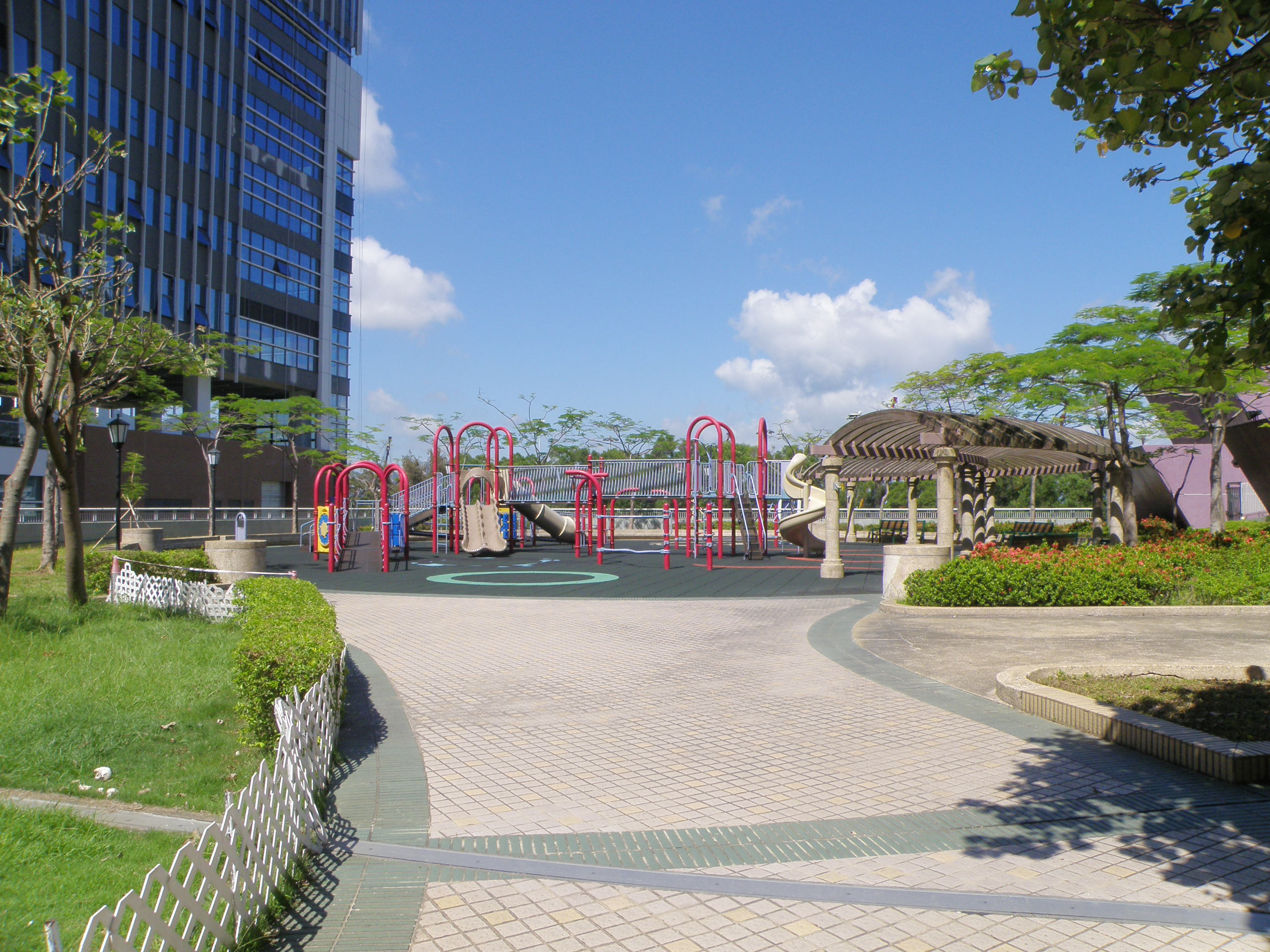
位於二期平台的奧海公園

奧海城（英語：Olympian City），是香港九龍大角咀以及旺角西西九龍填海區內的建築群，屬於港鐵奧運站物業發展項目，是西九龍區主要商場及私人住宅群之一，一期及二期商場及住宅部份（即維港灣、柏景灣、帝柏海灣）由信和置業及港鐵公司發展，而三期商場及住宅部分（即帝峯 · 皇殿）則由信和置業、南豐集團及華人置業發展，所有商場部分現時由信和管理。2012年，商場人流及營業額分別錄得25%及17%，升幅創新高，全年推廣費為4,000萬港元。現時奧海城平均平日人流為32萬人次。此外，2012年全年商場的營業額18億元，較2011年增長17%。

## 商場

### 一期商場
奧海城一期商場在2000年落成，樓高4層，面積為20萬平方呎，主要租戶包括多間地產代理、美容中心、琴行、診所、兒童補習學校、僱傭中心、Market Place、7-11便利店、萬寧、日本城、冒險樂園、吉野家、大家樂、Oliver's Super Sandwiches、Waterfall Sports & Wellness瀑布哥爾夫健體天地、居食屋和民、糖心軒、陶源酒家（已結業，現址為凱柏峰示範單位）、敏華冰廳、亞參雞飯、MOS Café、759阿信屋、Colours the Garden （页面存档备份，存于） 花店、億世家（已結業）、源生坊及社企甜品店大角咀麥太等。商場地下中庭不時舉辦藝術展覽。有天橋通往奧運站A2及E出口，E出口天橋連接二期。

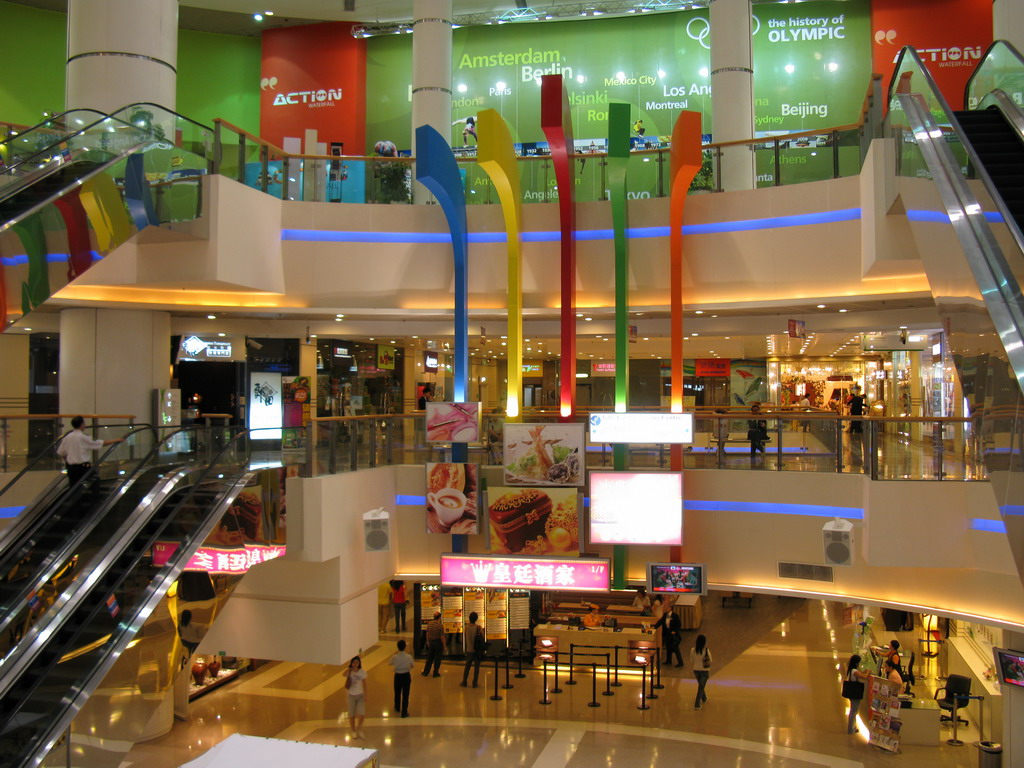
中庭
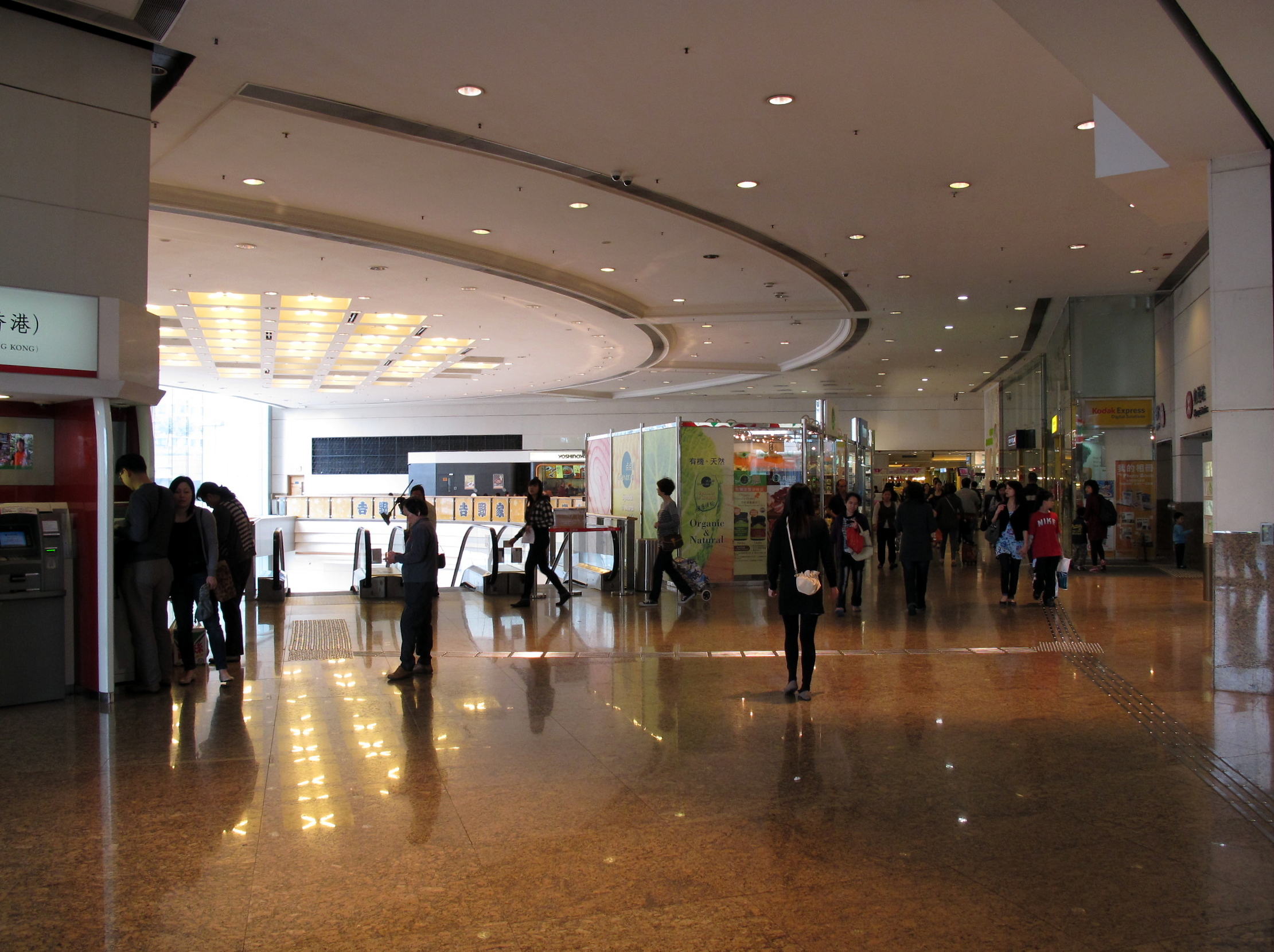
商場通道
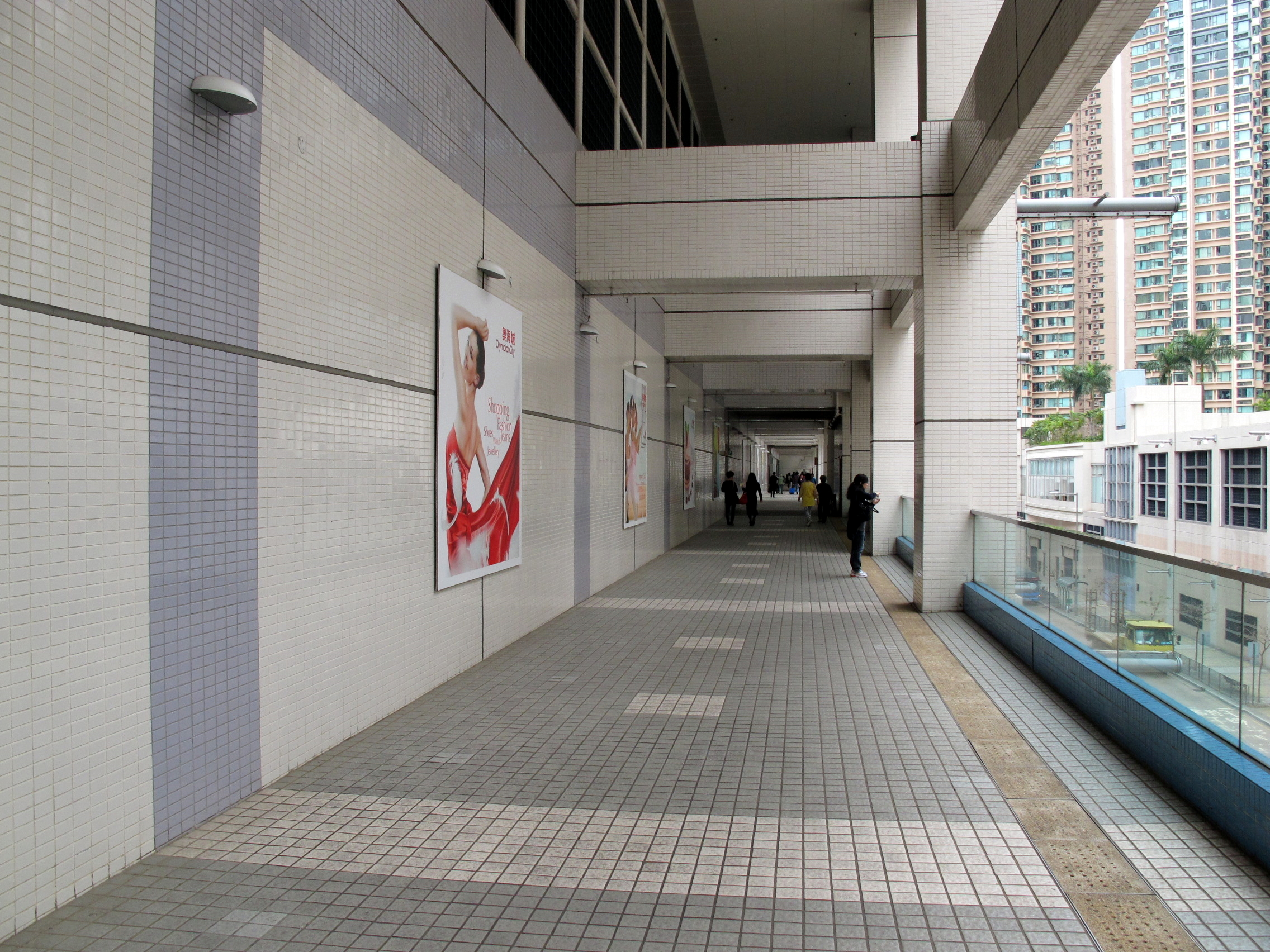
室外商場通道往維港灣
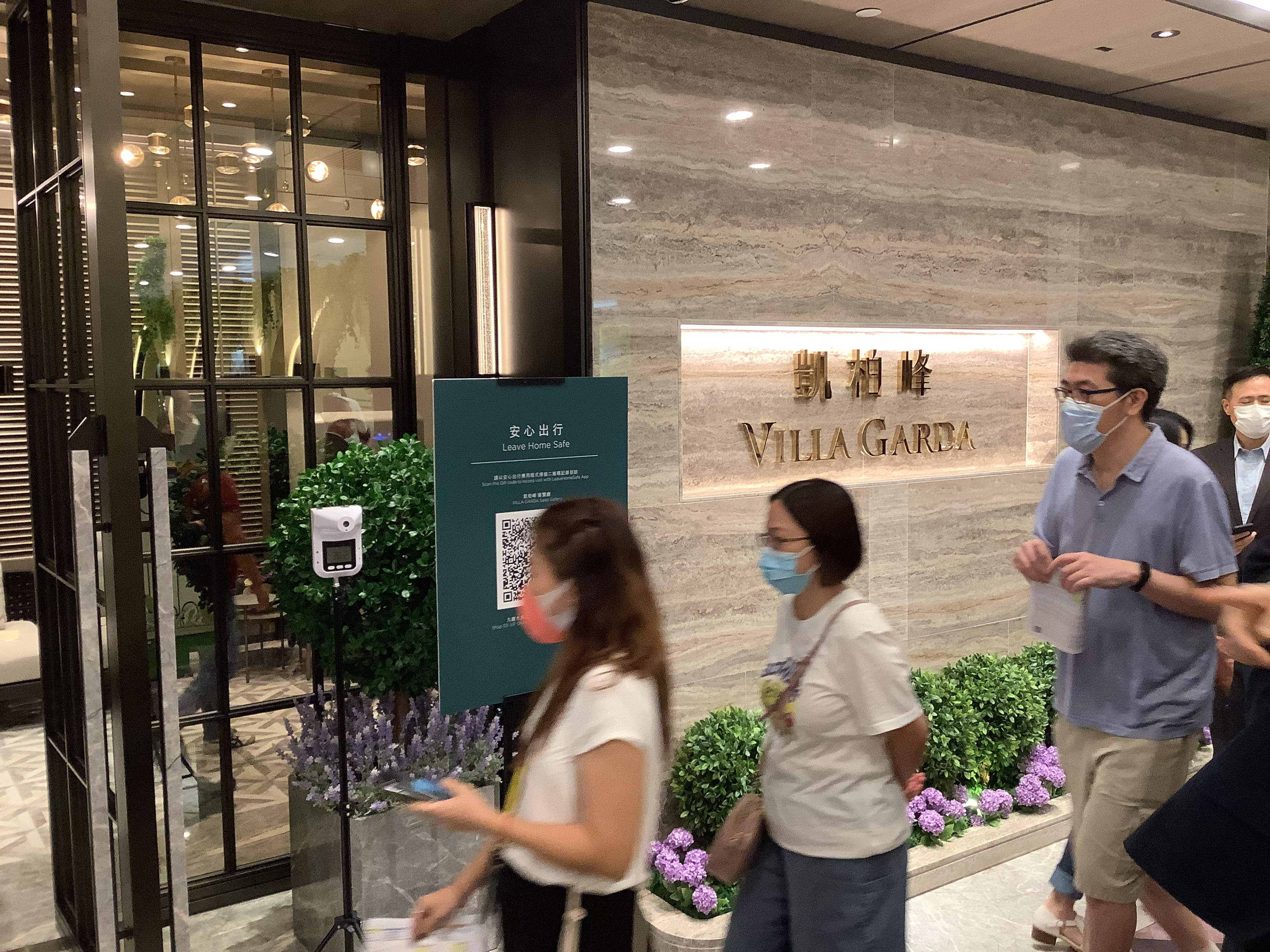
凱柏峰（Villa Garda）示範單位入口

### 二期商場
奧海城二期商場在2001年落成，樓高3層，面積為70萬平方呎，為三期之中最大的。二期商場設有多間大型商舖，早期的主要租戶包括面積達33,000平方呎的百佳超級廣場，以及設有奧海公園。其他租戶包括H&M（已結業，其後在2020年7月由GU租用）及Zara母公司Inditex旗下的Bershka（已結業）（現址為Francfranc）、Pull & Bear（已結業）和Stradivarius（已結業）（現址為Nike）、香港上海滙豐銀行分行（已結業並遷至附近的滙豐中心）、馬莎、New Balance、Uniqlo及SaSa 莎莎等。商場亦設多間食肆，包括Mad for Garlic（已結業）、金滿庭、利寶閣酒家（已結業）、山頂餐廳（已結業）、添好運及UCC Coffee（已結業）等。
自從2007年起，業主為商場進行商舖重組策略，包括將部份民生商店遷出並引入高檔次商店，令整個商場的形象變得高級化，另外位於地下百佳超級廣場也在2008年4月改裝為TASTE超級市場。2012年一至三期共有31個新租戶進駐該商場，若以面積計算，引進最多的屬飲食業，連多間米芝蓮食肆亦能成功引入，其中包括米芝蓮2013星級食肆「添好運點心專門店」，還有意式餐廳「Bene Pizza + Pasta」（已結業）及美心食品運營的一風堂（已結業，現扯址同為美心食品運營的燒肉Like）。
二期商場的正門入口設有一個大型露天廣場及戶外大電視，而商場內地下亦設有一個大型主題中庭，因此該處成為大型活動如觀看世界盃、奧運、節日倒數的熱門舉辦地點，當中以無綫電視在奧海城舉辦活動的次數最為頻繁。此外，不少電視劇和電視廣告都在此取景，例如《戀愛自由式》、《情迷黑森林》、《原來愛上賊》及《愛·回家系列》，惟因陳志雲受賄案而已大幅減少。商場有天橋通往奧運站D出口。
2013年9月16日奧海城百老匯結業後，由橙天嘉禾旗下的全新院線品牌the sky進駐商場。新戲院由美國紐約公司ID & Design International設計，佔地約6.5萬方呎，提供6間影院，共951個座位，為集團旗下在港4間院線中規模最大，並採用4K投映機放映系統，投資額逾5,000萬元，於2013年12月24日平安夜開業，惟於2025年6月30日結業，由中國星軼影城於翌日起接手經營。而商場在2014年將再引入4至5個全新餐飲商戶，同時會加強時裝品牌等比例，現時商場食肆及時裝佔總樓面分別約25%及20%。
2014年奧海城二期直播世界杯賽事，設置了全港最大、達430吋的室內屏幕，與慈善團體「龍耳」合作，首次為聾人及弱聽人士提供「手語旁述世界盃」，使聾人及弱聽人士能靠手語，在直播賽事中獲取即時資訊，例如戰術運用及場內外突發事件等。
另一方面，將原來逾2萬方呎的「聯邦皇宮大酒樓」及鄰近原樓盤展銷廳樓面為配合三期開業而重新規劃，包括新增一組由UG層往1樓的扶手電梯、提供3間逾3,000方呎的食肆，包括牛角、牛涮鍋及Lemon Grass（已結業），以及約20間約400方呎起的內衣、配飾舖，整個翻新項目投資額為1,500萬元，2014年第3季完成，第4季開幕。
到2015年12月，美食廣場大食代搬遷到1樓原有示範單位位置，在翌年6月重開。而原址則改為佔地約14,000呎無印良品，設服裝、家品、Cafe&Meal MUJI及Muji Books，並根據衣、食、住等主題來區分，於2016年8月1日開業。
2017年7月24日，TASTE超級市場結業。同年12月，原址大部份樓面為面積約26,000平方呎的Market Place by Jasons，其餘部份被分拆成多間店舖，其中包括Outback Steakhouse、BEP Vietnamese Kitchen、賞茶、bless（已結業）、Chateraise和香江茶園等。
到2019年1月，二期商場現正分階段進行設施改善工程，包括全面更換假天花、翻新玻璃天幕、翻新升降機、翻新停車場入口、興建全新商場入口、翻新洗手間和更換地板，在一樓加建STEM教室等等。
2020年11月，東京服裝品牌GU於二期商場開設香港第7間分店，樓高兩層，並首設時尚顧問專區。
2021年12月，美國快餐店Five Guys於二期商場開設香港第7間分店。
2022年8月，二期商場北翼中庭加裝電視，以準備11月在商場內播放世界盃直播。該中庭更有扶手電梯被永久拆卸，以增加空間感，讓顧客在無遮擋下觀看賽事。而商場地下在9月22日開設了大型連鎖日本遊樂中心NAMCO。
2023年7月19日，地下Market Place by JASONS超級市場內設IKEA Close to You，售賣超過230款家品及70款食品。
2024年2月，1樓由前示範單位位置改建而成的新區域開幕，首階段設有日本鹿兒島過江龍雞白湯拉麵店「月詠」、十二味及壽司郎等商戶。同年3月，大食代美食廣場停業翻新，並於4月21日重開。

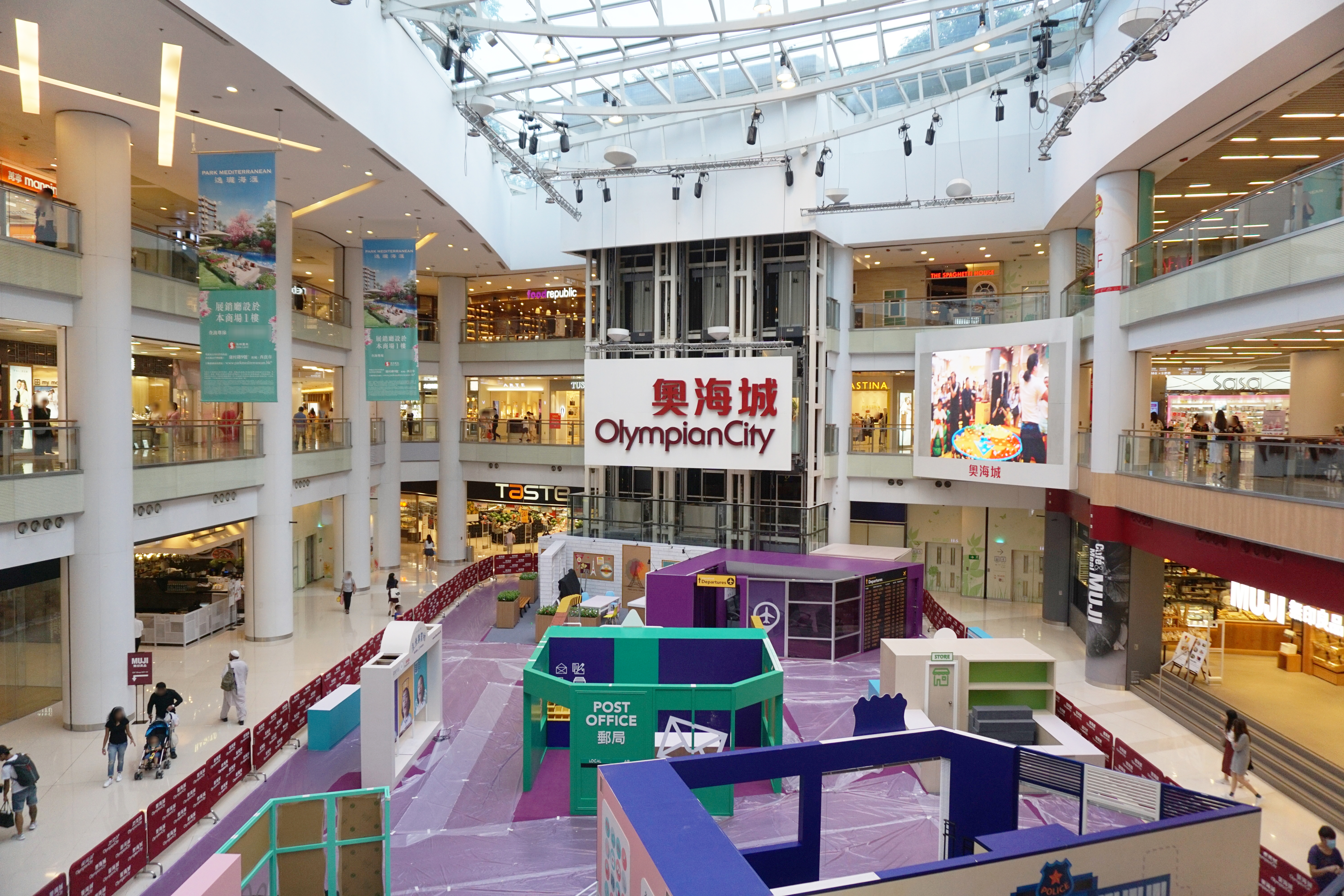
2017年簡單翻新前的主題中庭
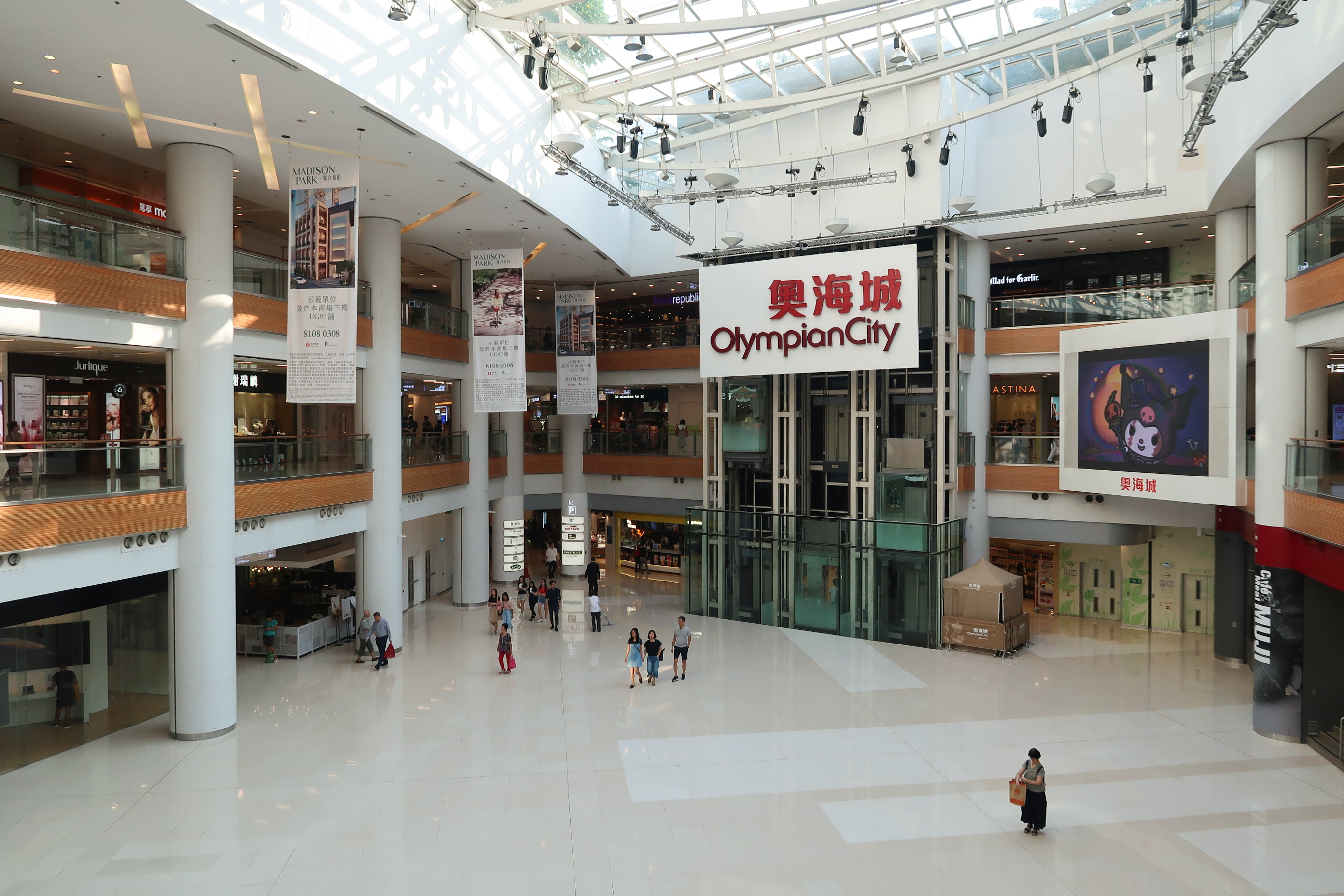
2017年經簡單翻新後的主題中庭
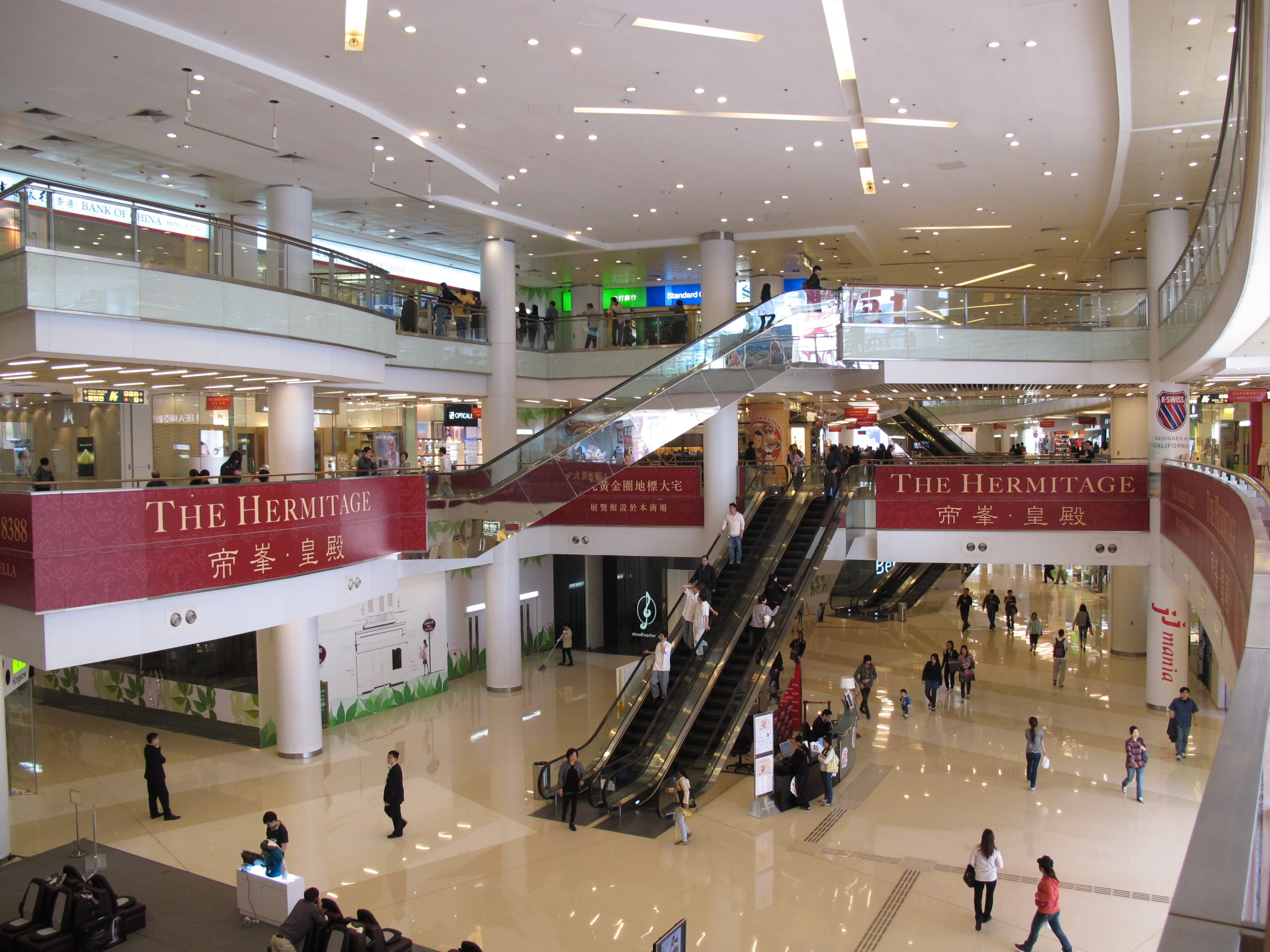
北翼中庭
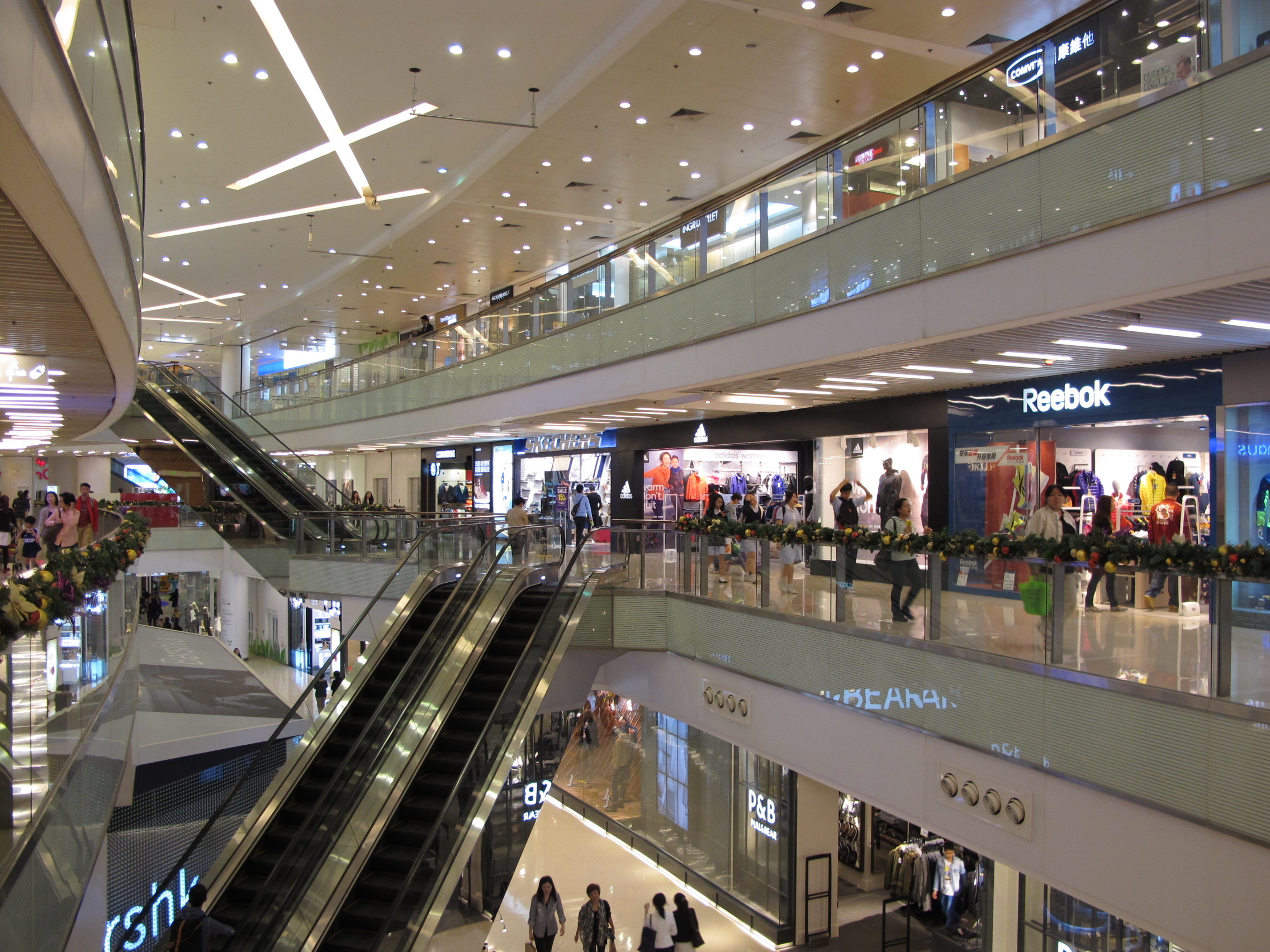
中央中庭
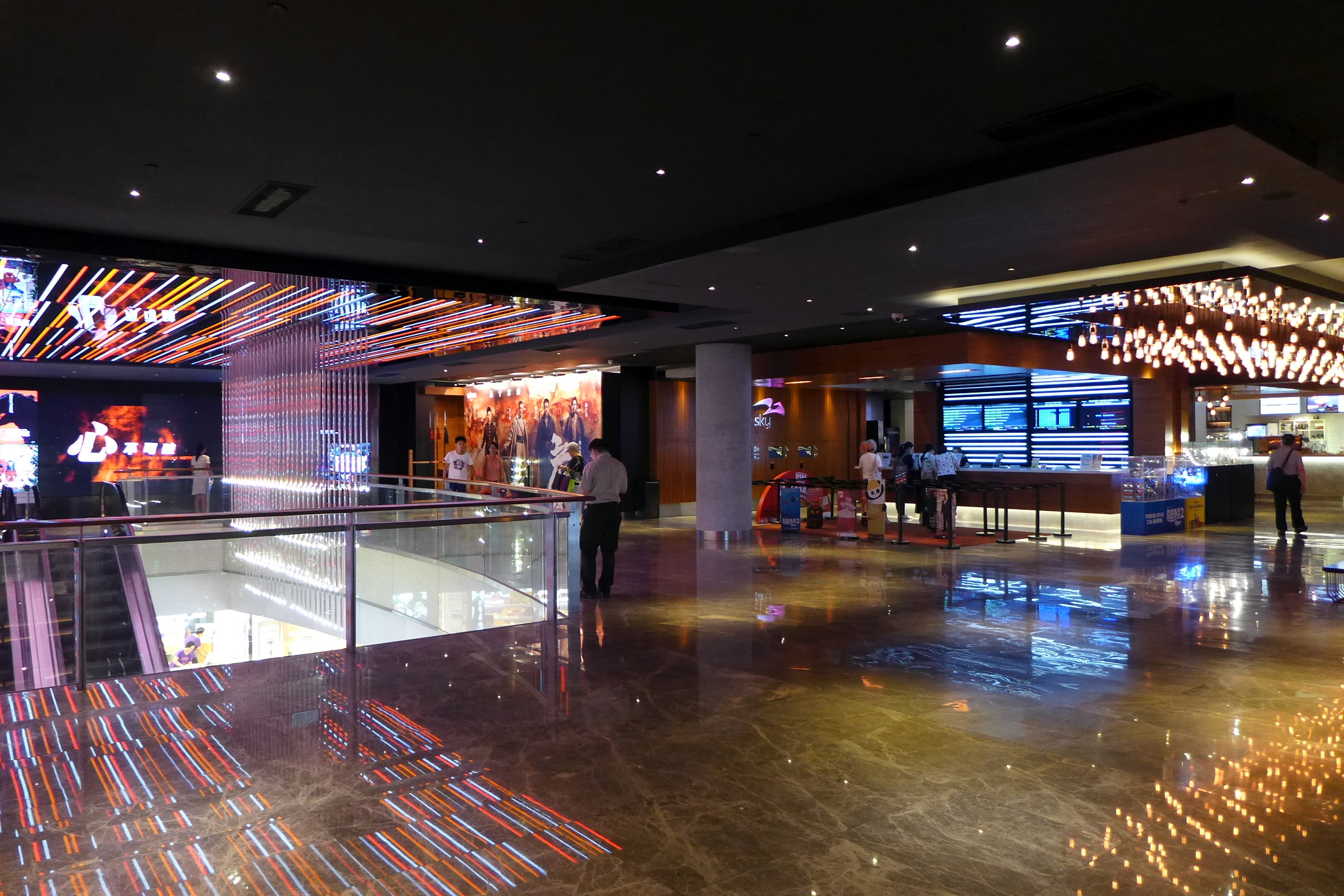
the sky戲院
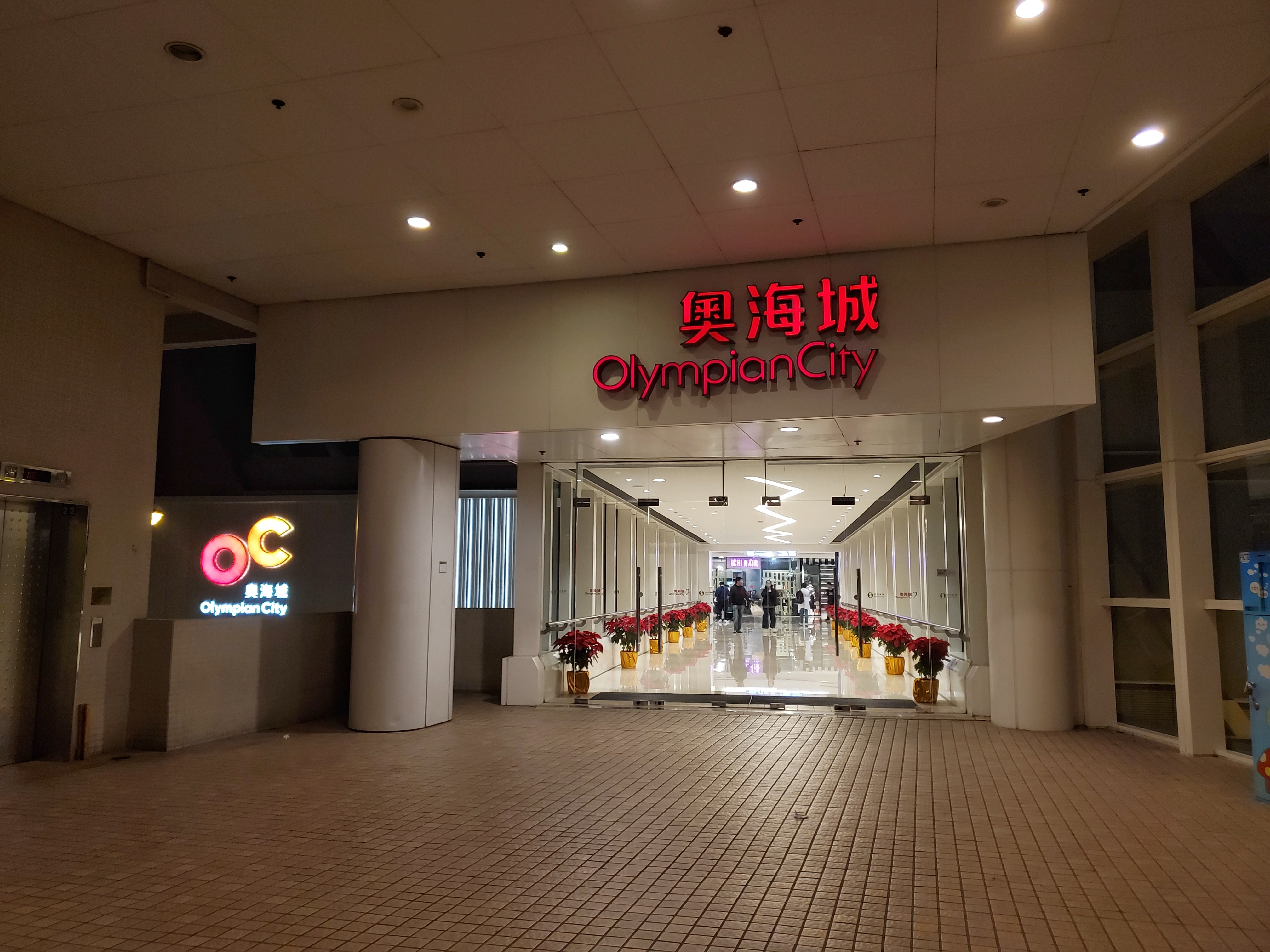
商場新舊標誌並存的過渡期（2019年12月）
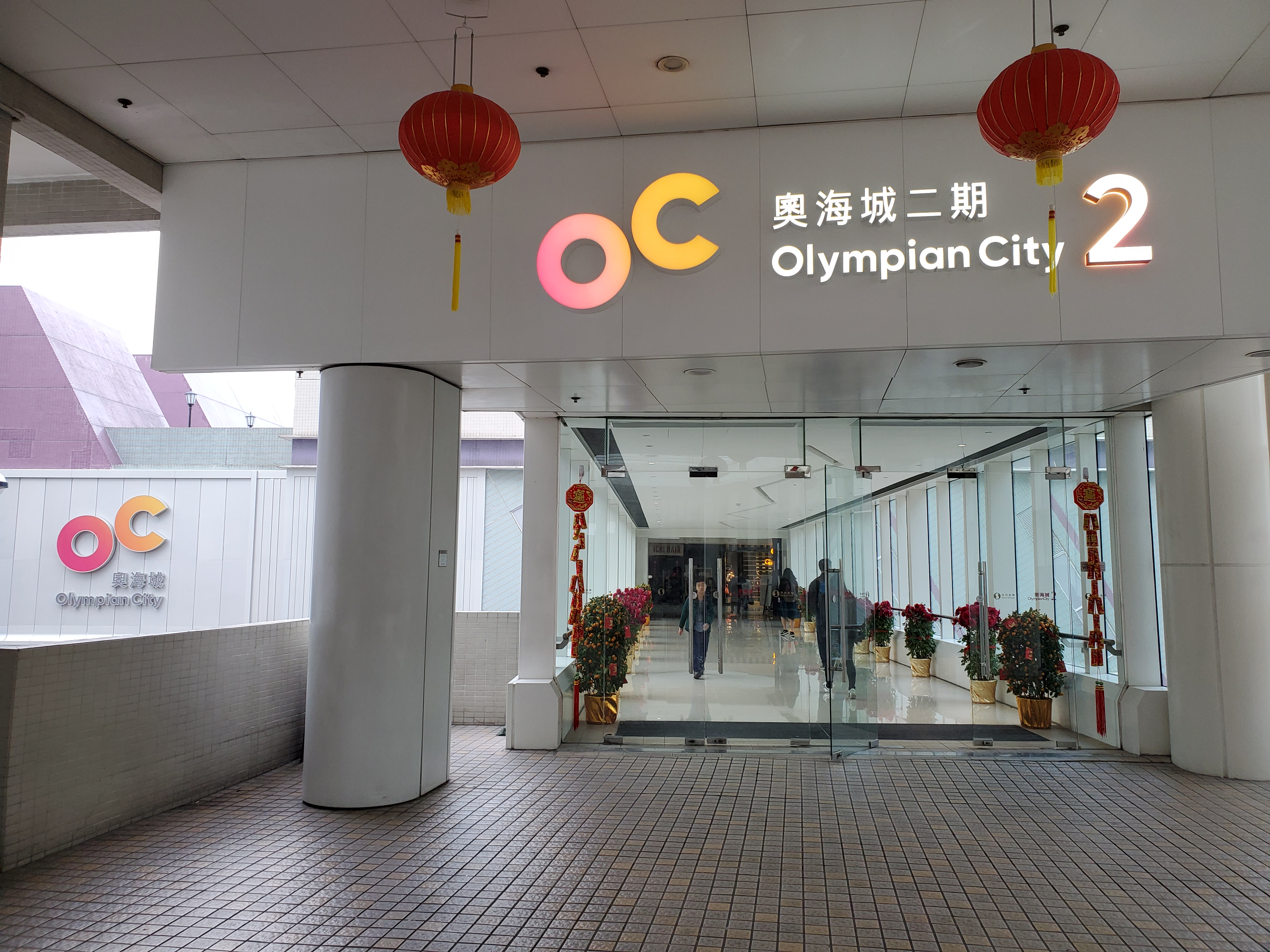
已被換上全新標誌的商場入口（2020年1月）
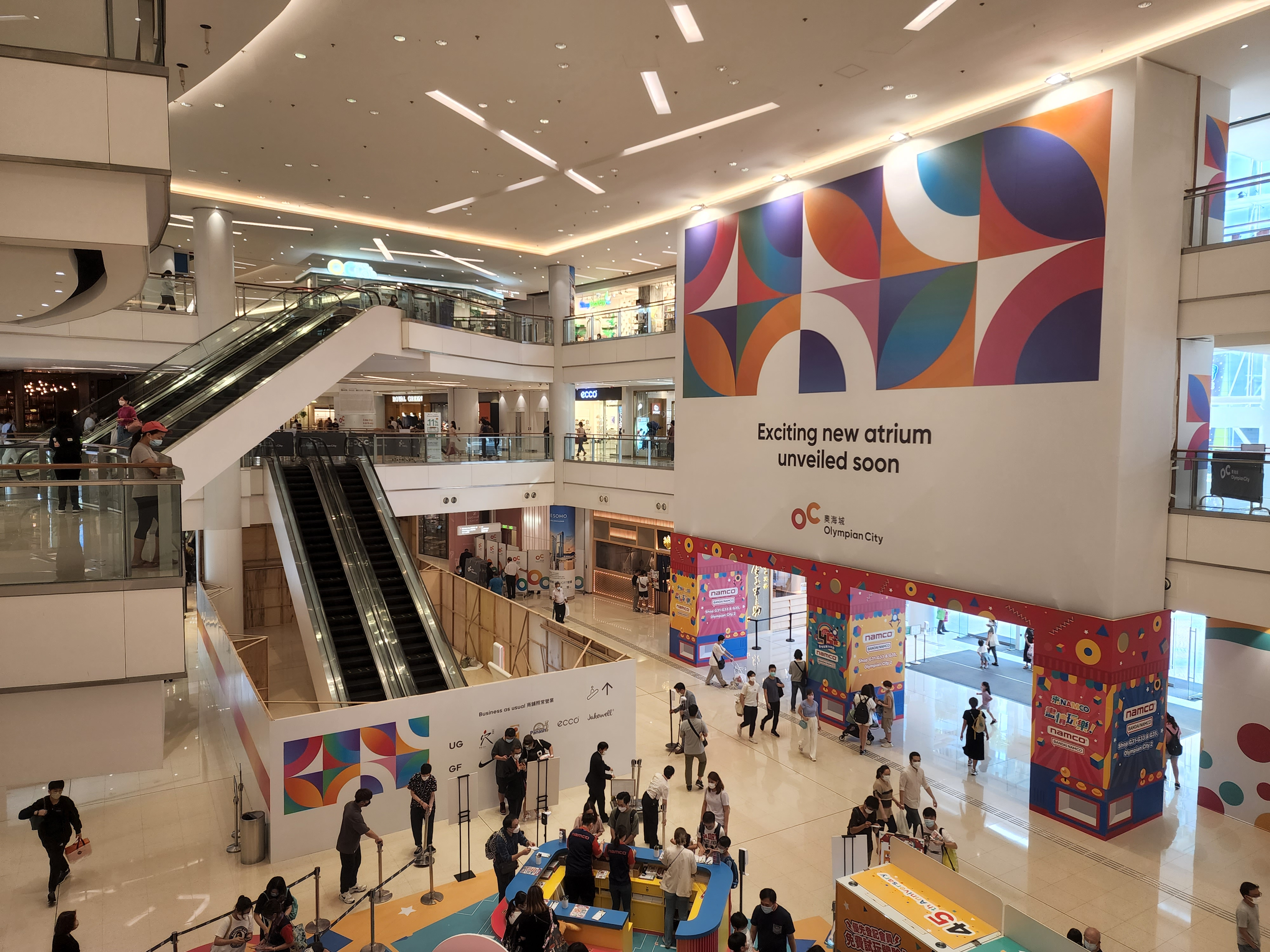
正在進行加裝電視及扶手電梯拆卸工程的北翼中庭（2022年8月）
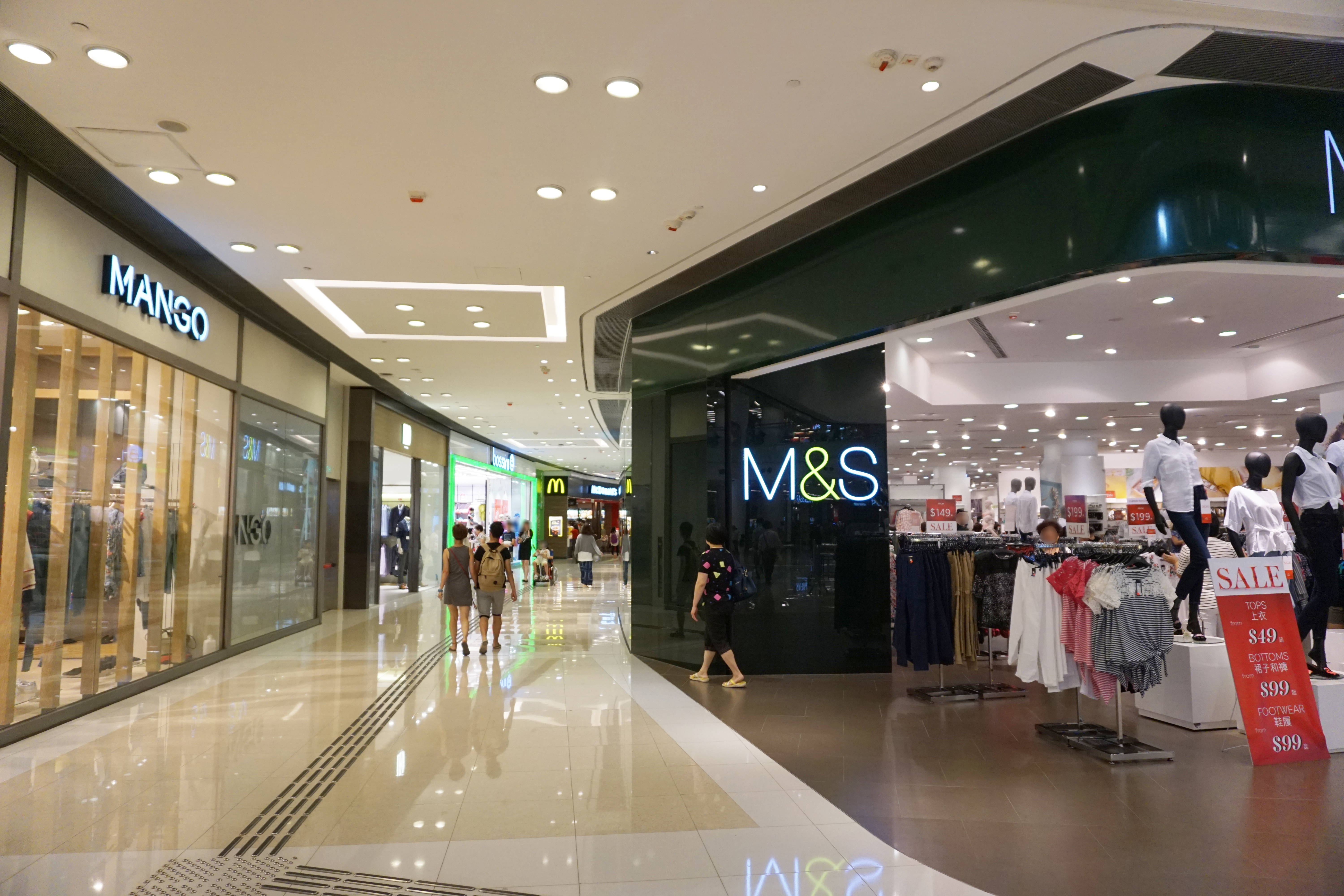
地下
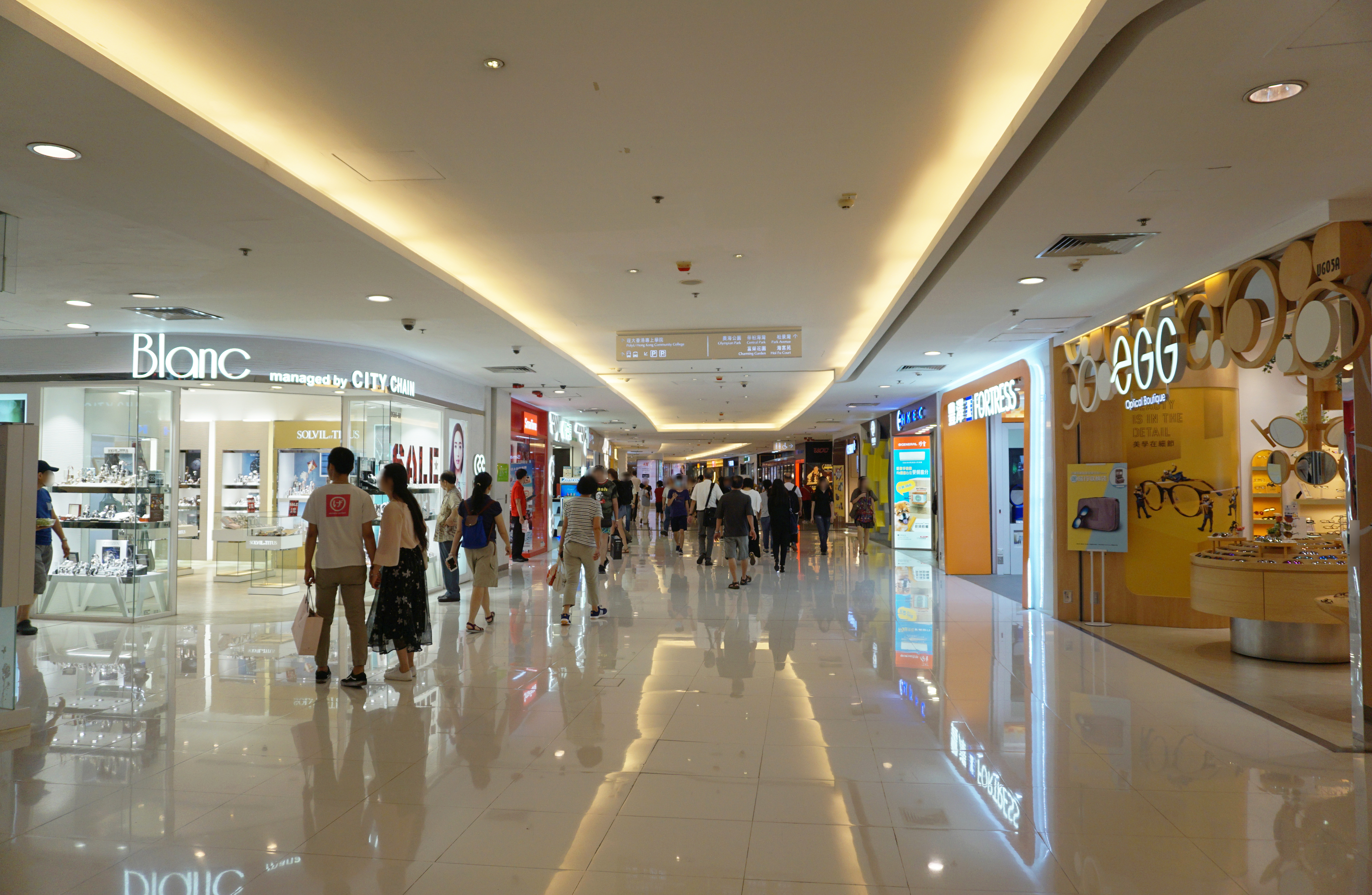
UG層
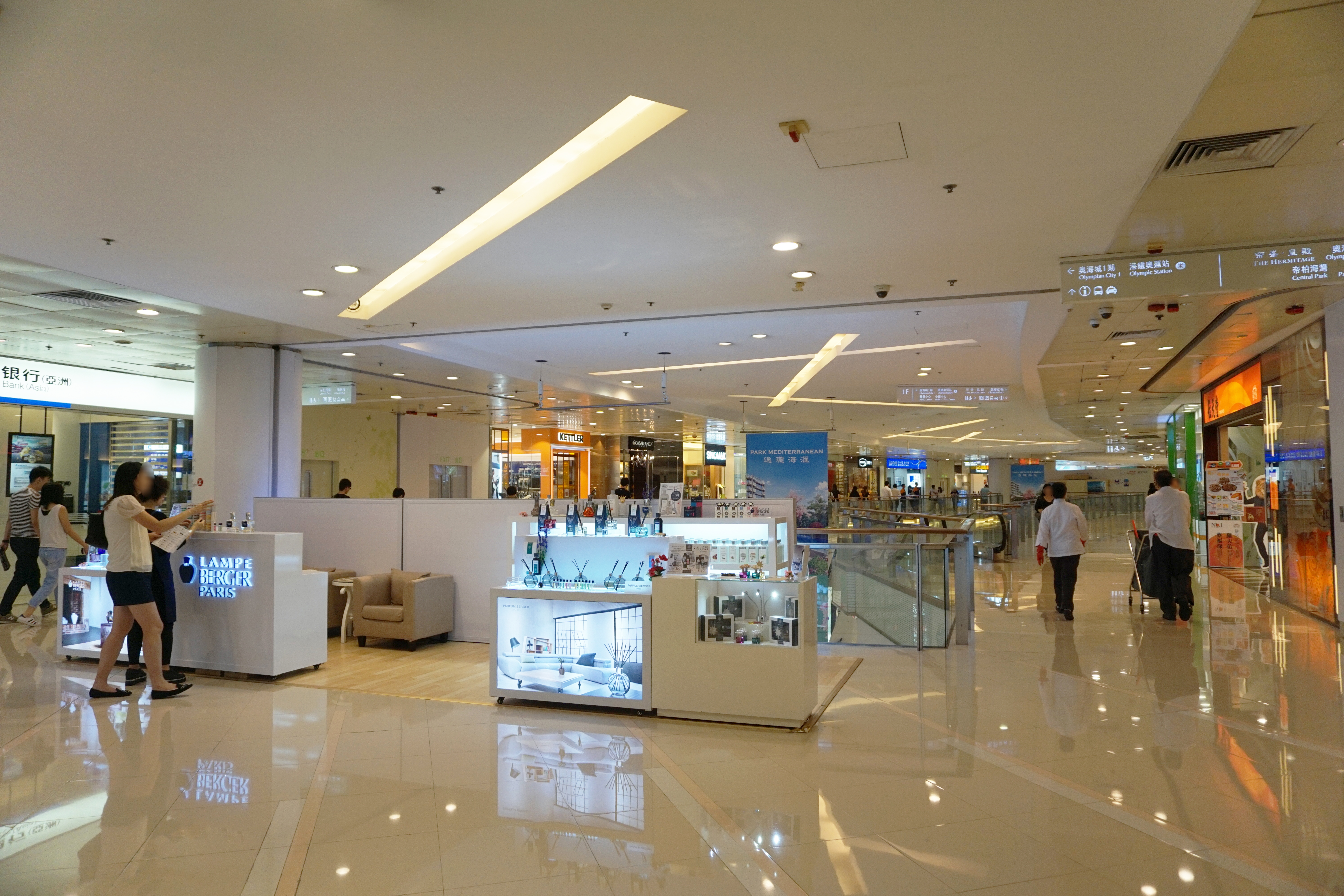
1樓
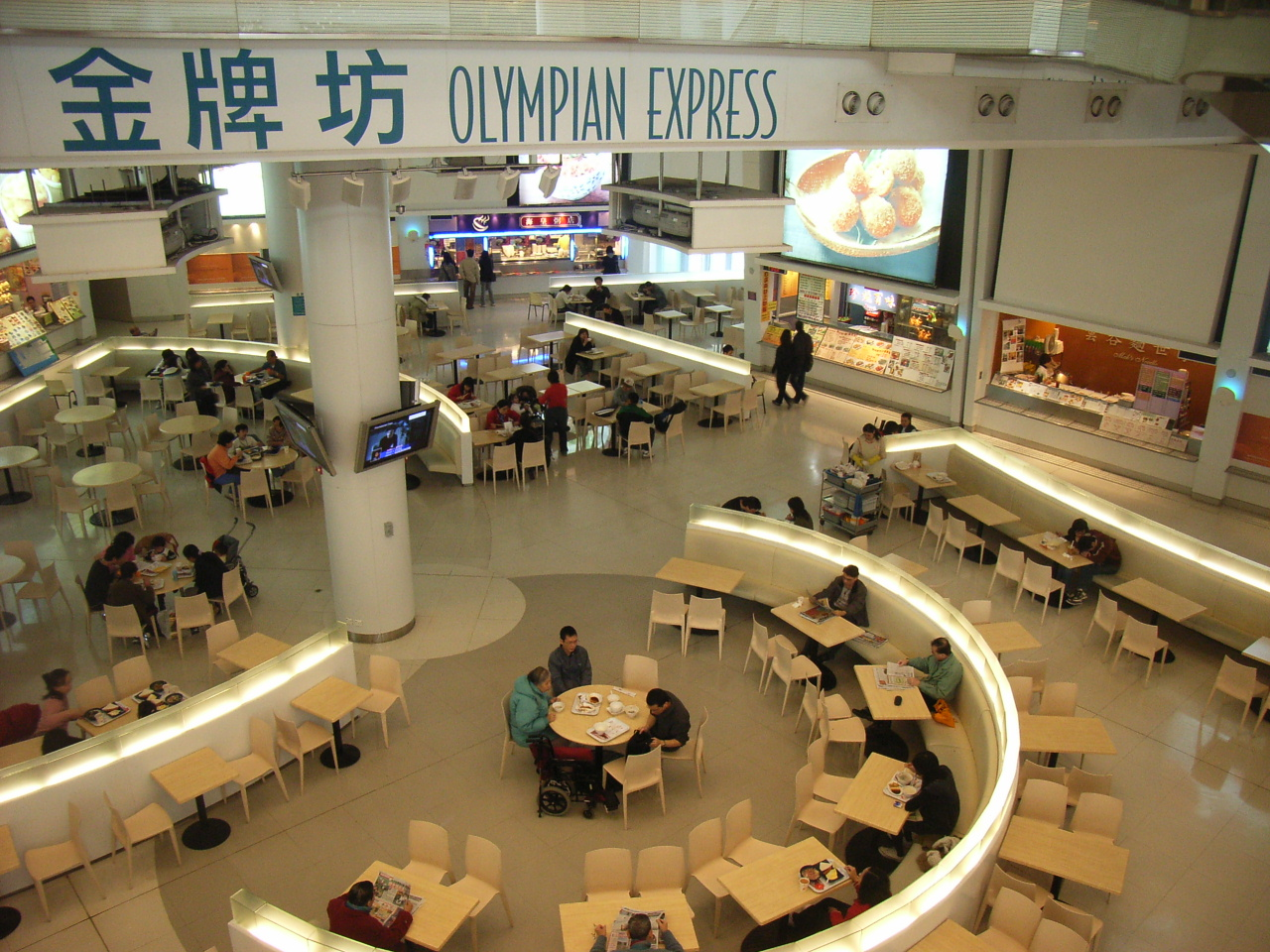
「金牌坊」美食廣場（已結業）
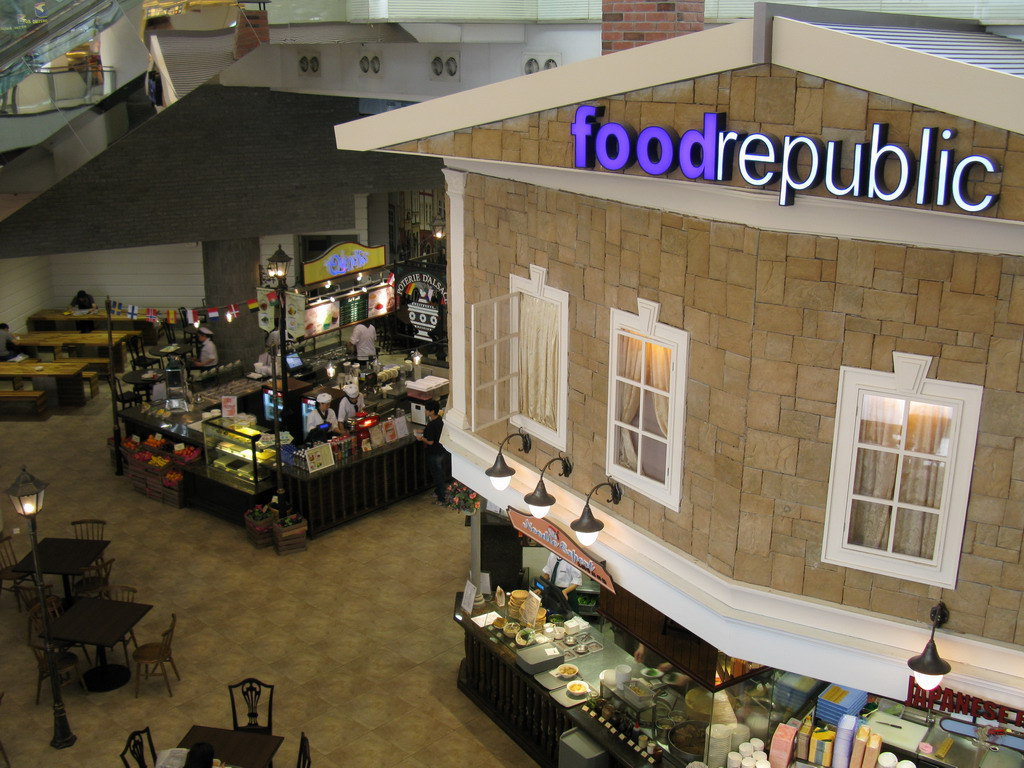
佔地13,000呎的美食廣場大食代（已於2015年12月結業）
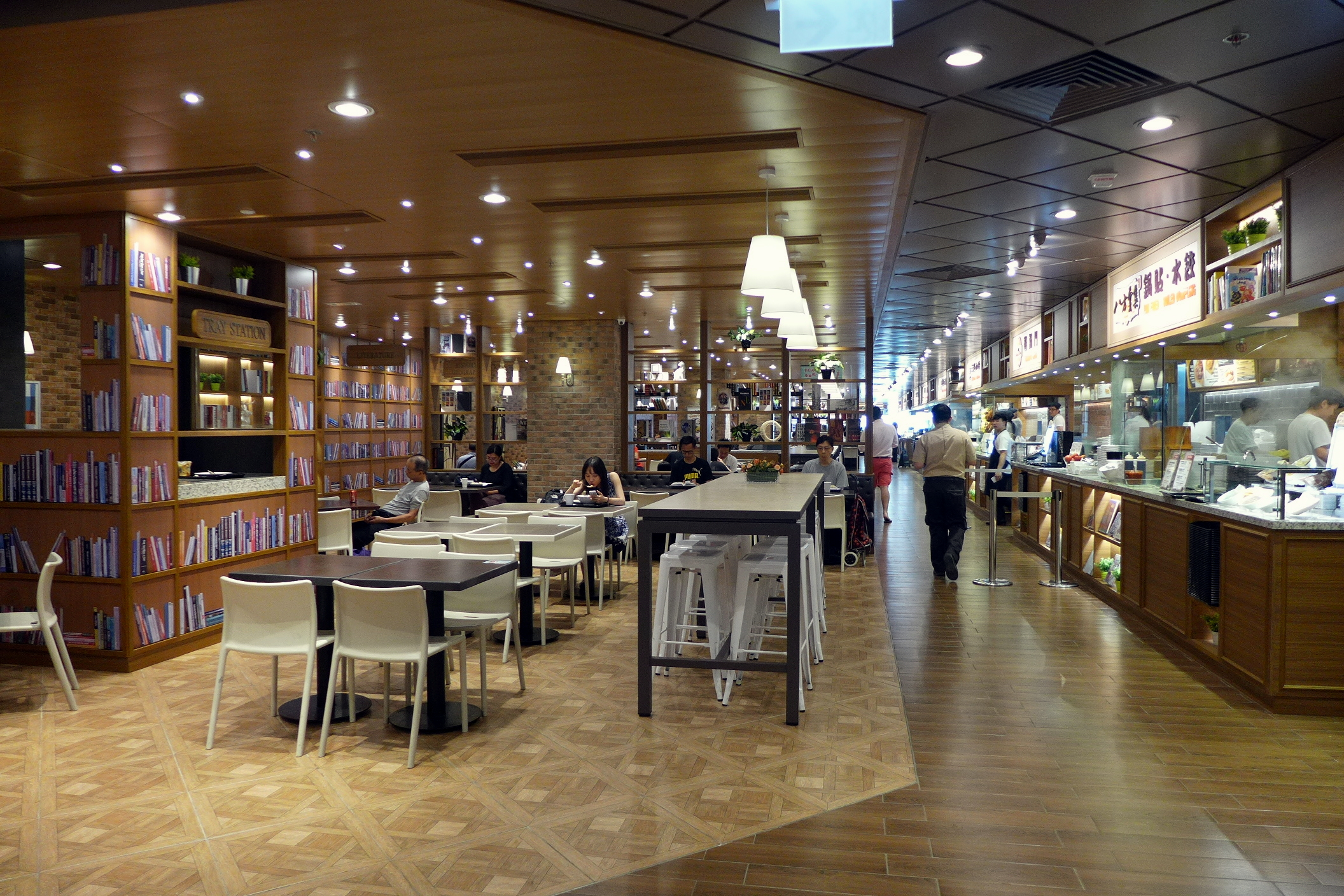
位於1樓，於2016年6月重開的大食代美食廣場
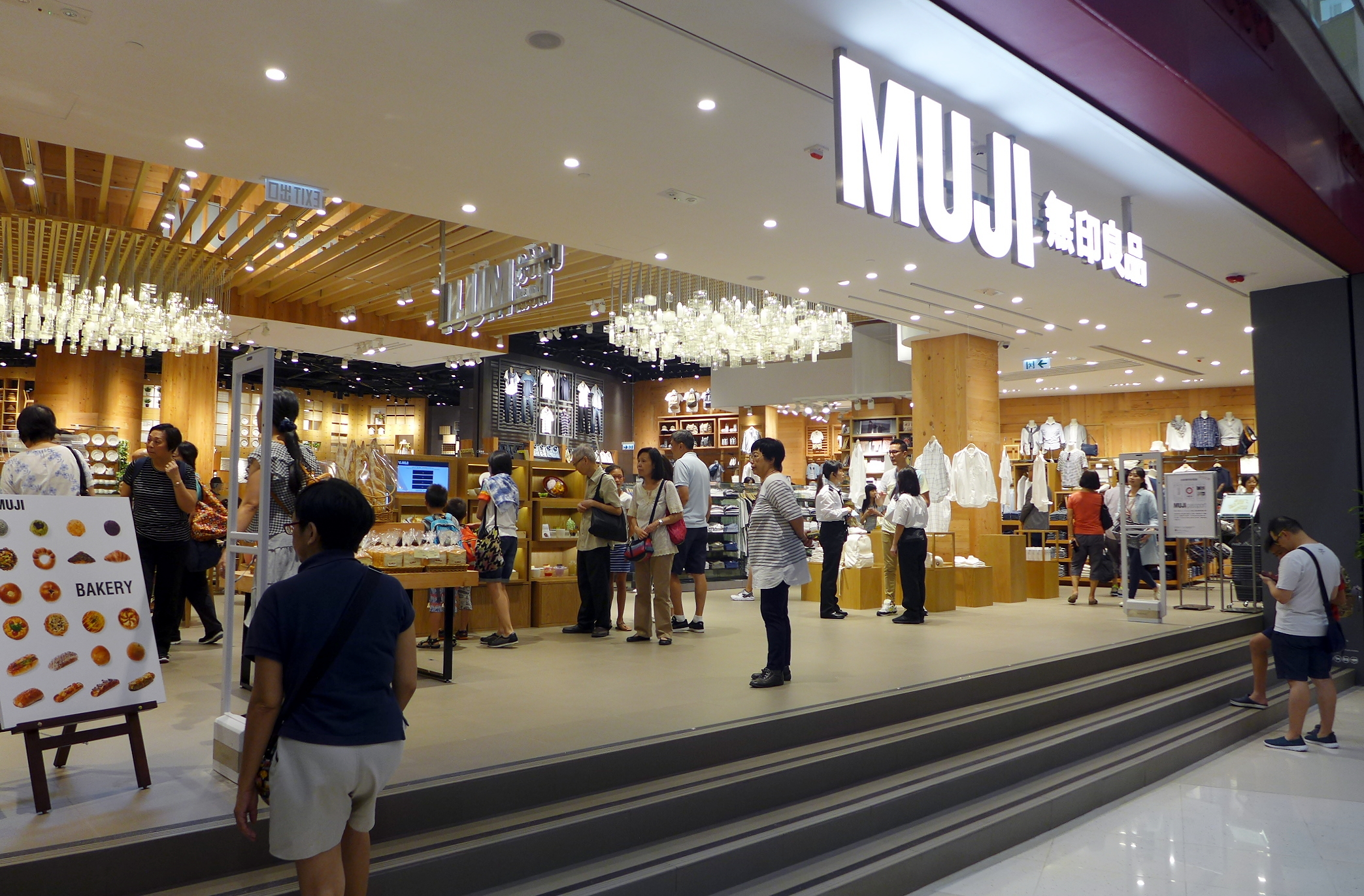
地下設佔地約14,000呎的無印良品，有高樓底的設計
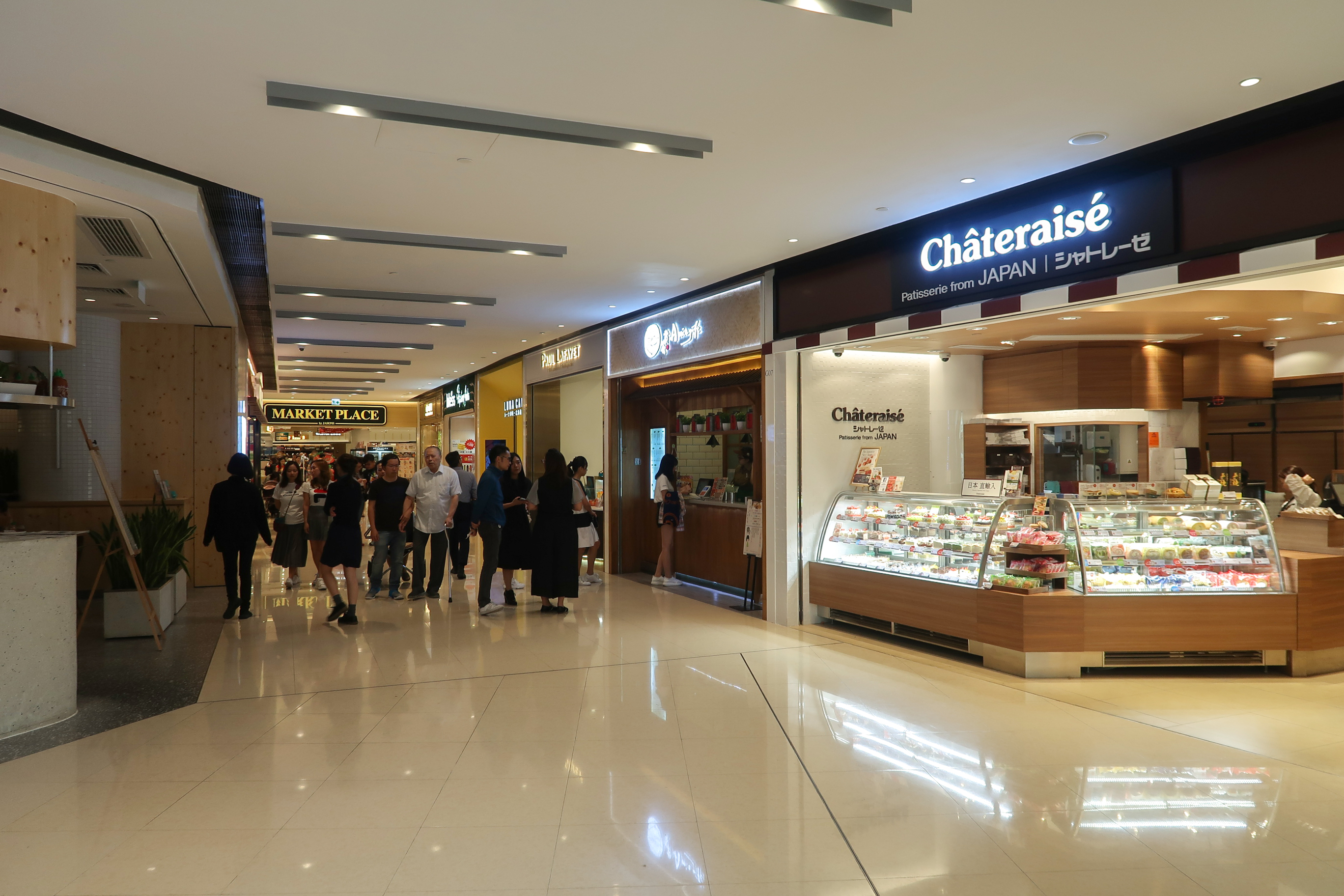
地下Taste舊址在2017年12月已拆細為多間商店
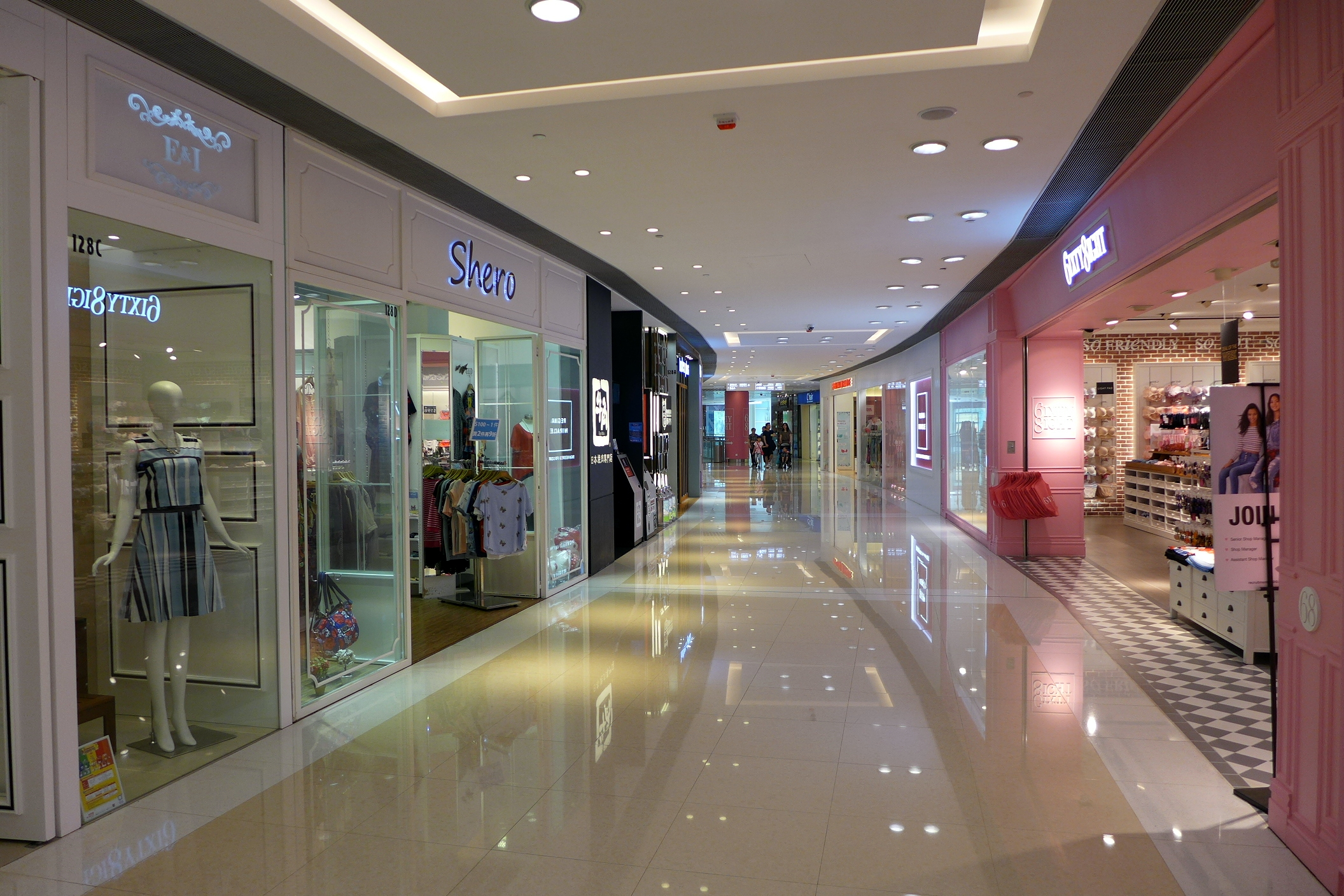
1樓「聯邦皇宮大酒樓」樓面在2014年第4季重新規劃為多間商店和食肆
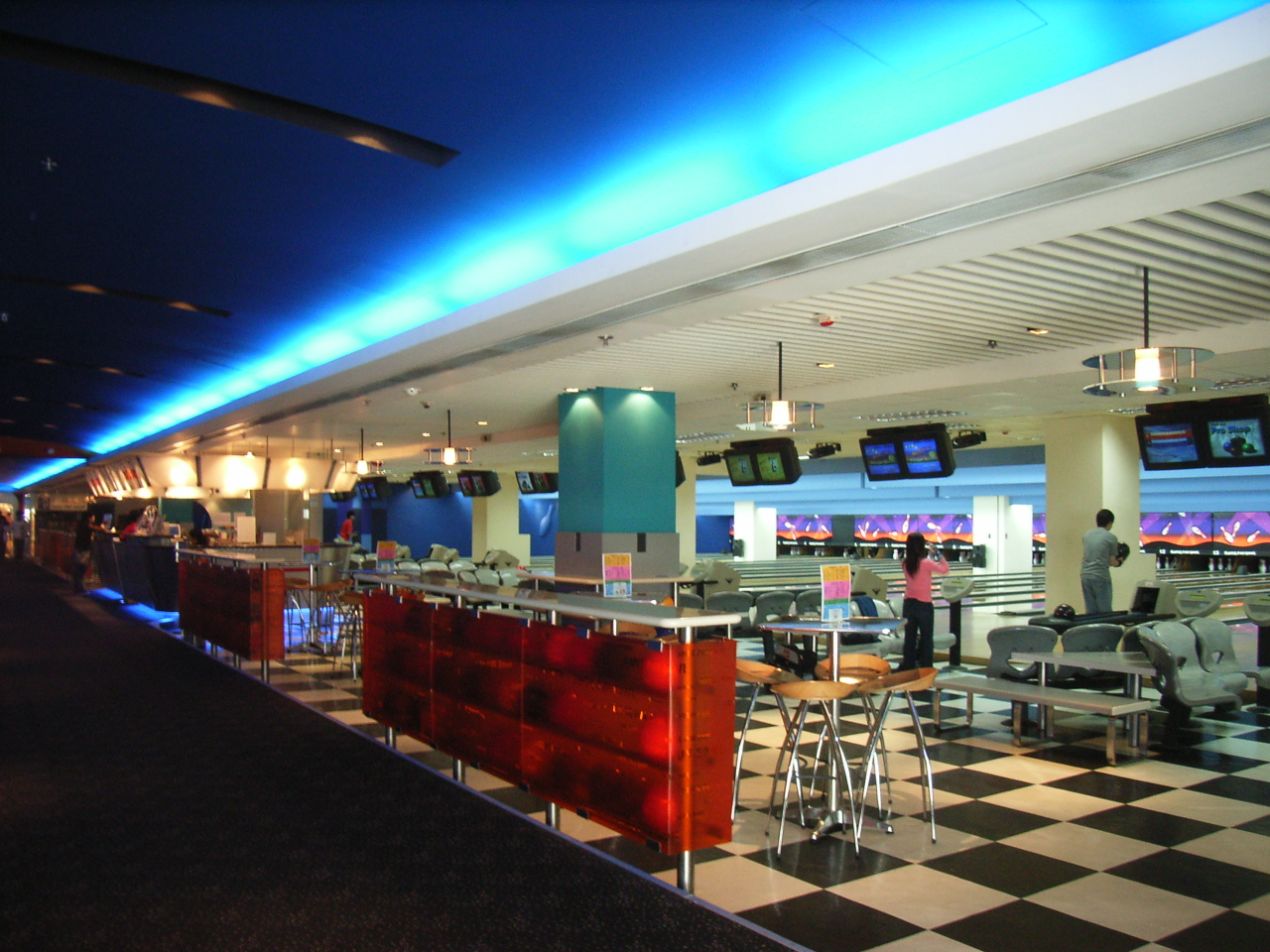
奧海城保齡球場（已結業）
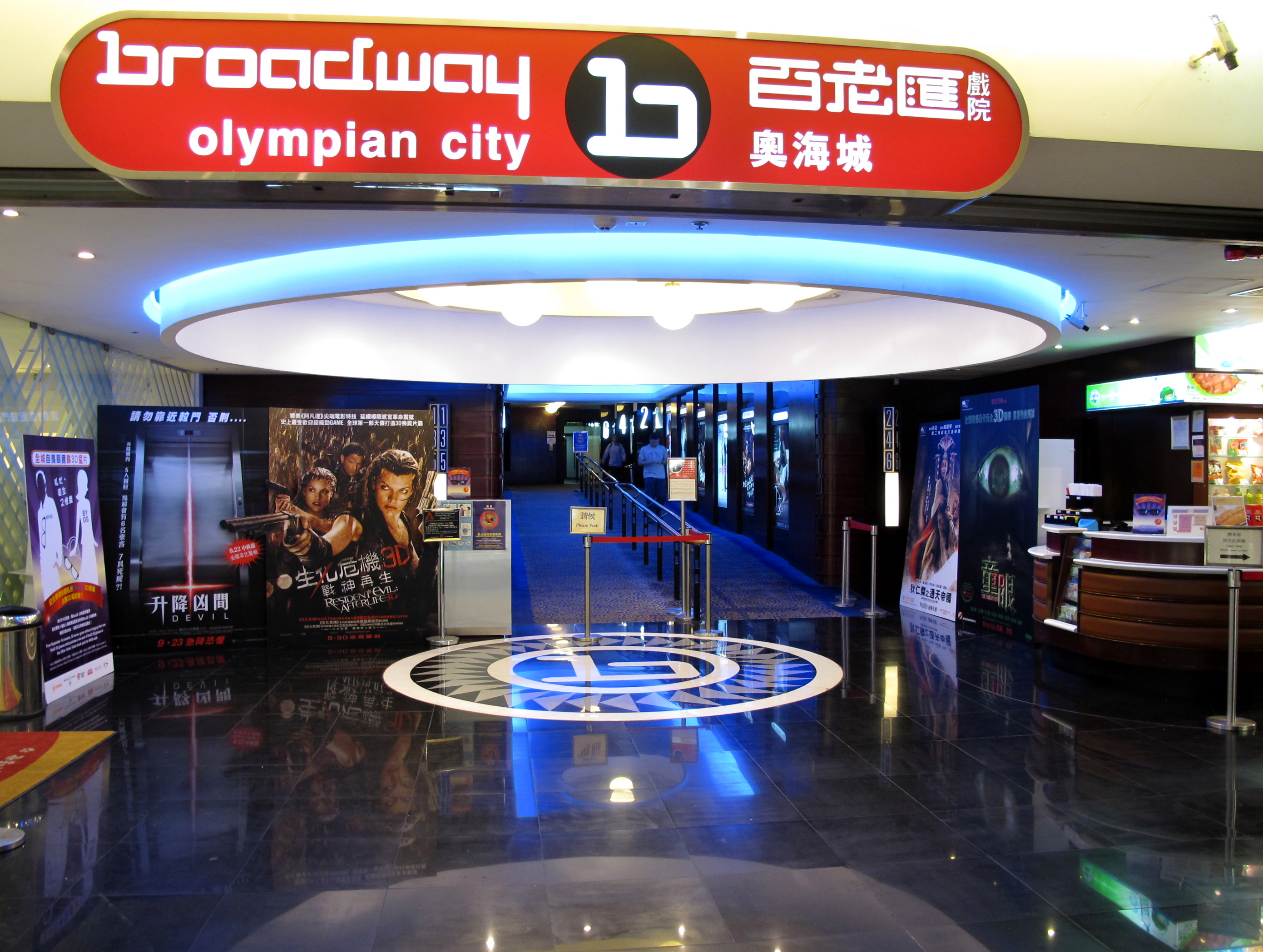
奧海城百老匯（已結業）
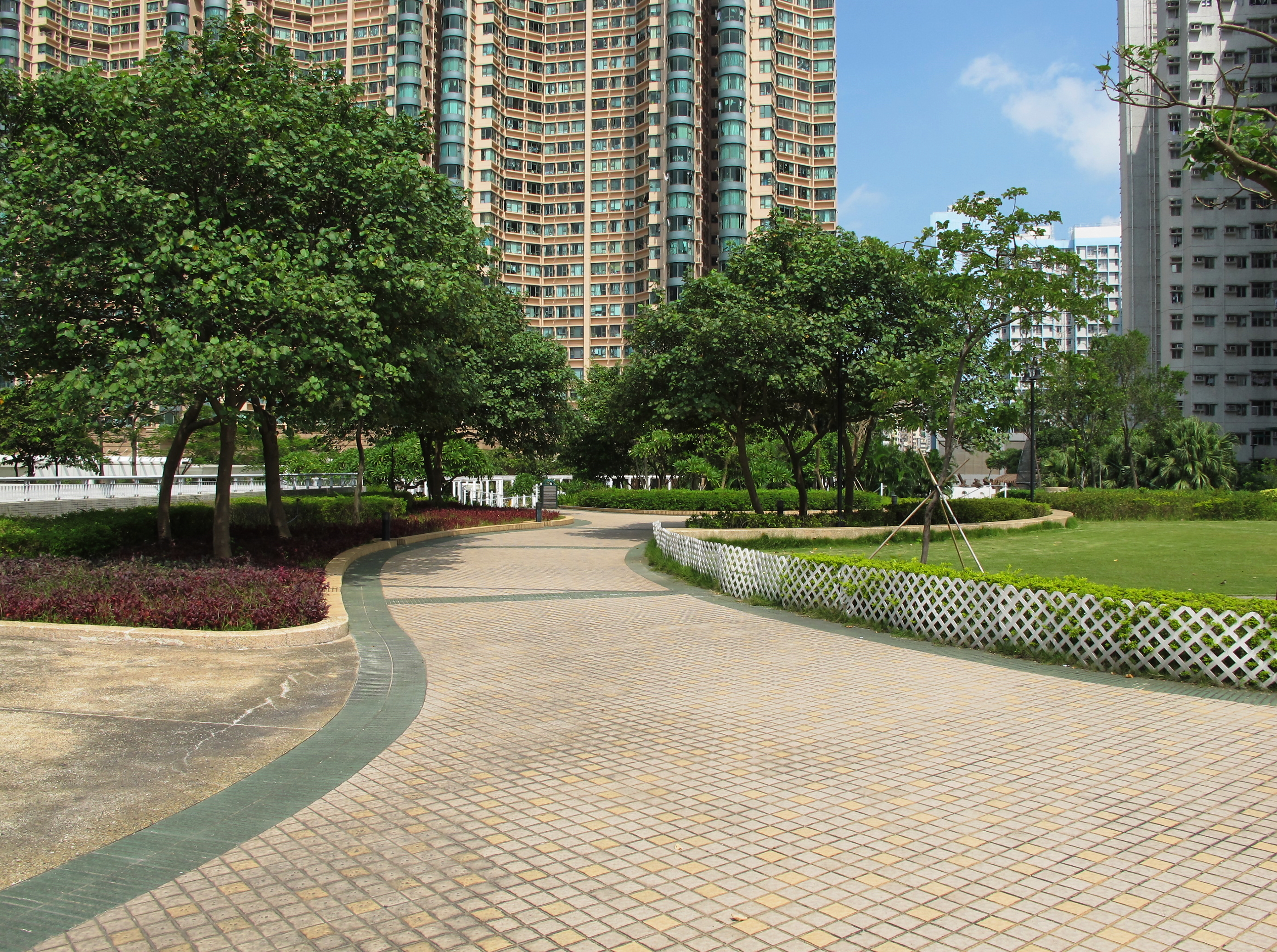
奧海公園
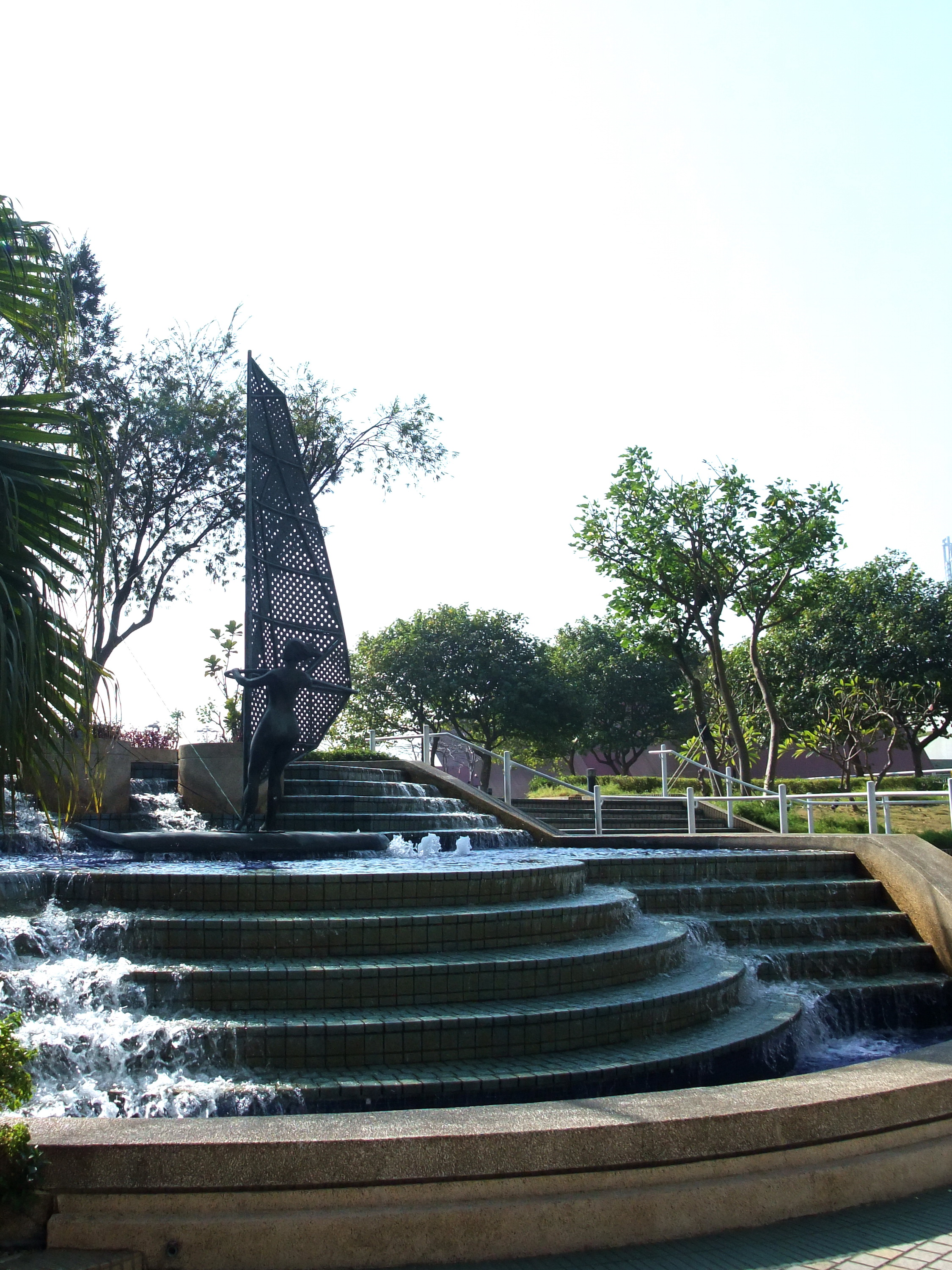
奧海公園內為慶祝李麗珊在1996年奧運會獲得金牌的風帆雕塑，唯到2012年受強颱風韋森特破壞而拆卸
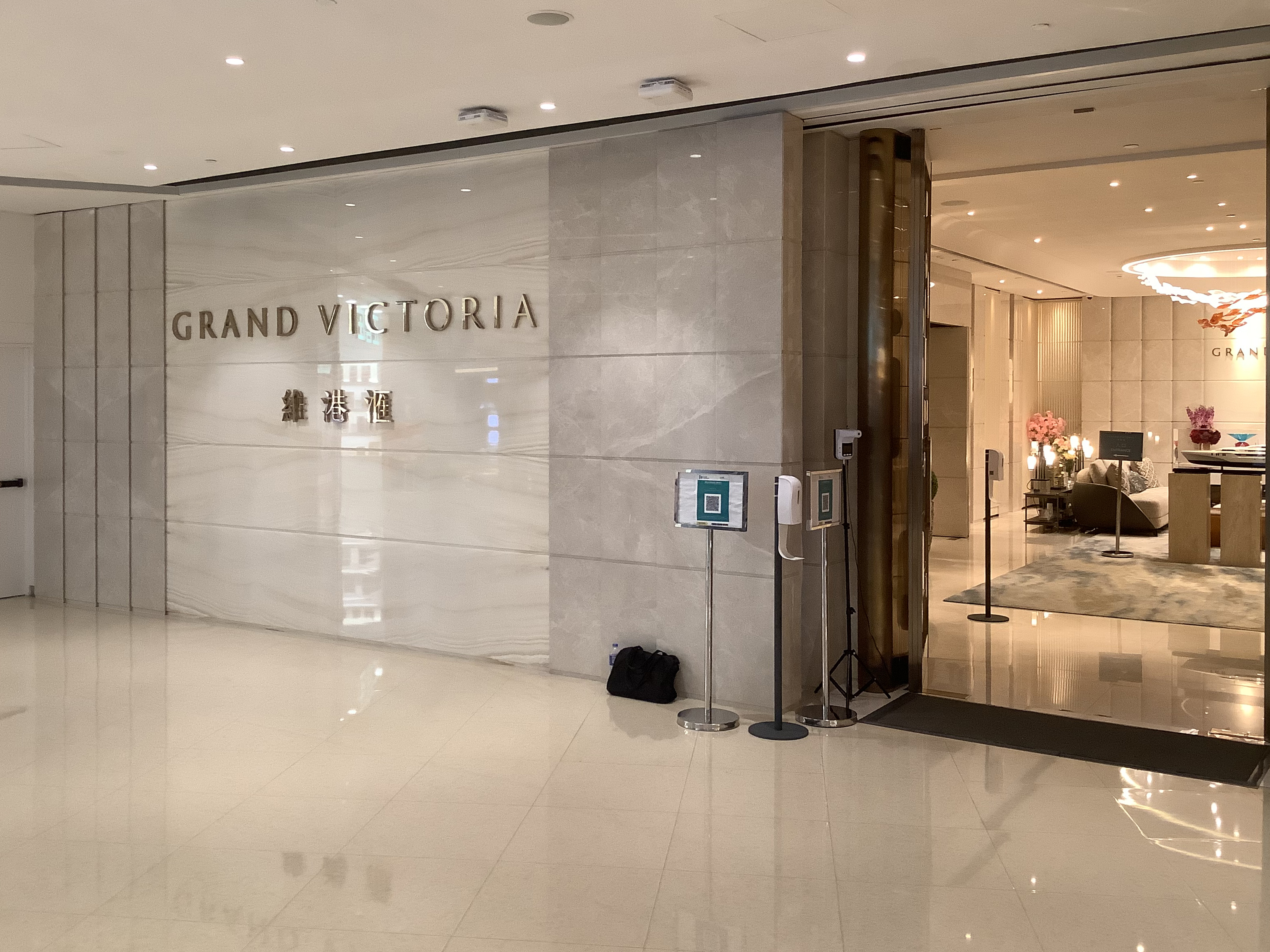
維港滙示範單位正門出入口（2022年6月）

### 三期商場

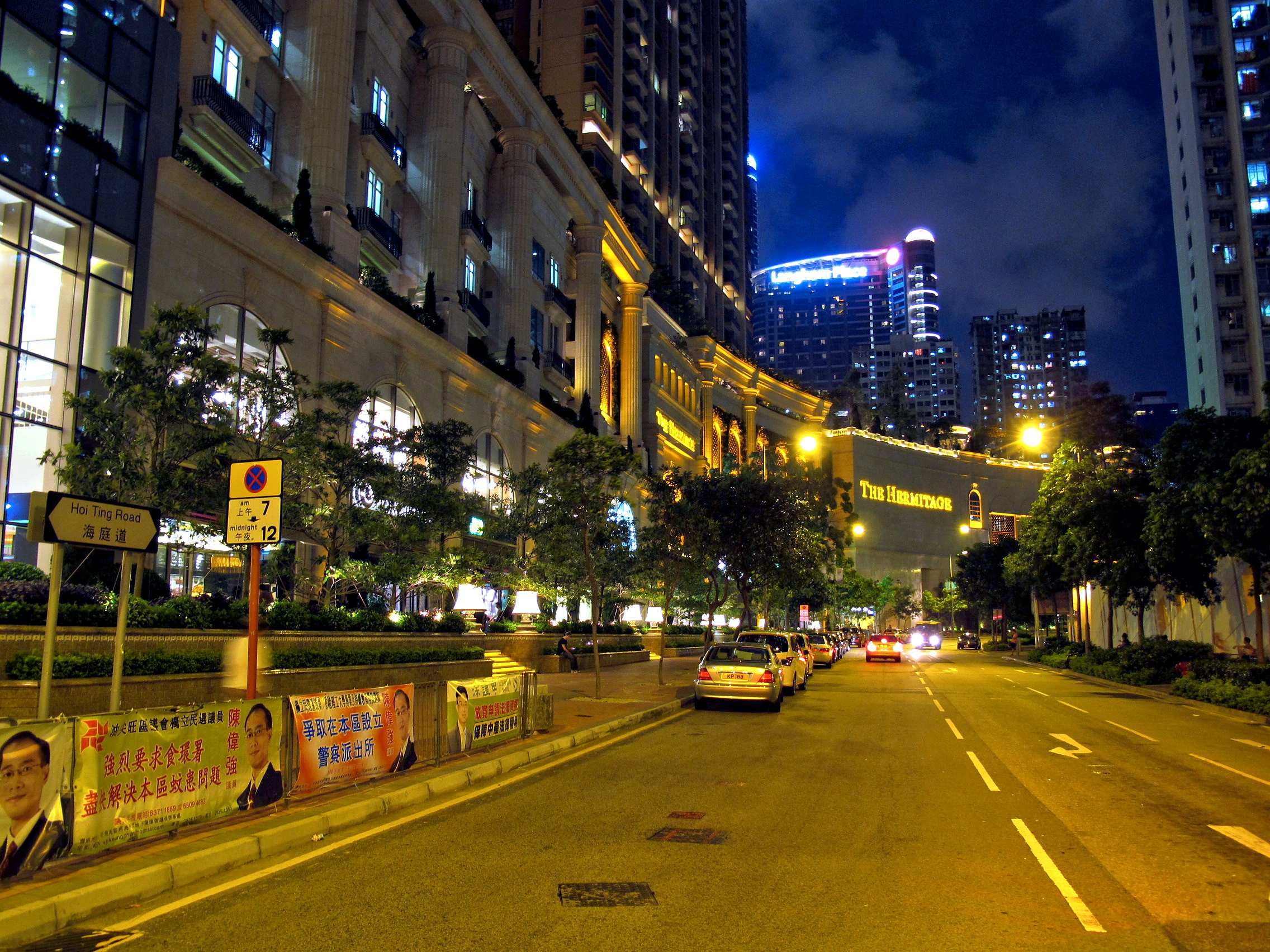
晚上商場外貌

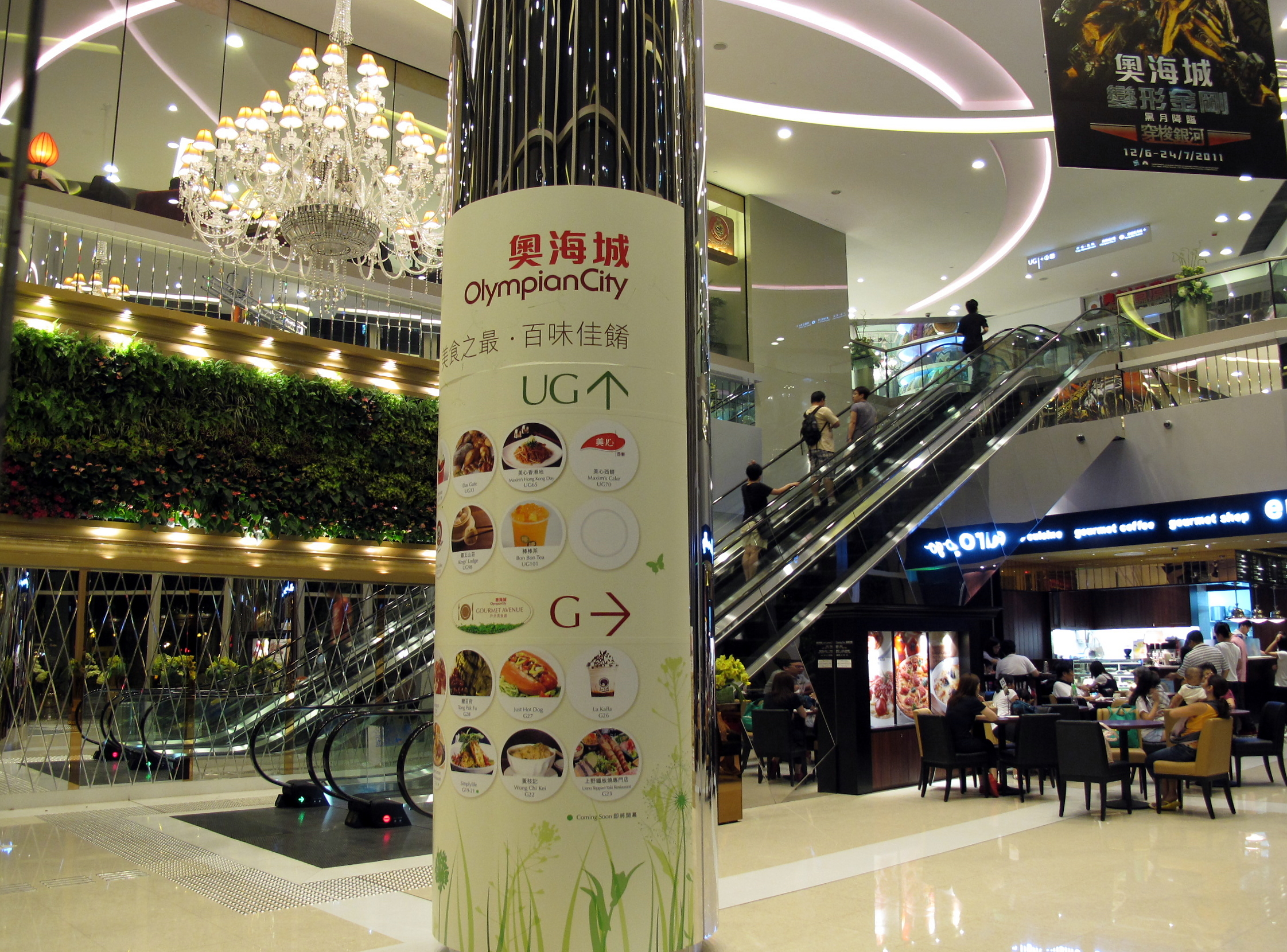
商場入口設置大型水晶燈

奧海城三期商場於2011年4月落成，樓高2層，面積為13萬平方呎。商場外貌以宮廷式設計，以延續上蓋帝峯 · 皇殿的貴氣風格。而商場內部亦設置大型水晶燈、豪華洗手間、以及升降機門亦標上帝峯·皇殿標誌。
商場主要租戶包括佔地約7,000平方呎的百佳International（原位於一期的百佳超級市場在2011年遷至該址；已結業）、佔地近1萬呎的玩具反斗城、面積超過1萬呎通利琴行旗艦店及8,000呎的大眾書局（已結業，原址現為誠品書店）。商場其餘四成為時尚餐廳，地下打造成露天優閒茶座，包括Simplylife The East The West（已結業）、「竹升麵」老字號黃枝記（已結業）、歐陸餐廳Euro Go Go（已結業）、綿線冰專門店糖百府（已結業）、亞熱泰（已結業）、美式熱狗專門店Just Hot Dog（已結業）、以德國香腸及啤酒馳名的Berliner German Bar & Restaurant（已結業），以及上野鐵板燒（已結業）、板長壽司（已結業，後來改為鮨樂）和La Kaffa（已結業）等。其他食肆還包括美心集團旗下高級港式茶餐廳美心香港地（已改名為香港地）（已結業，現址為犇殿台灣火鍋）、美國乳酪專門店Tutti Frutti（已結業）、高級麵包店Das Gute（已結業）、Pacific Coffee（已結業）及霸王山莊（已結業）等。
商場開幕一年後，近海庭道的商場入口重新裝修，並開設了越式餐廳La'taste品越（已結業）。
2012年，多間米芝蓮食肆進駐該商場，當中引入到三期的食肆包括米芝蓮星級食肆「季季紅風味酒家」同系之創意廣東食府─「家常便飯」（後來改稱為季季紅風味酒家，但亦已結業）。
到2017年的租戶重組後，主要以多間兒童服裝，香港品牌服裝和健康及護理產品店為主。
到2019年，食肆商戶進行重組後，新商戶包括家上海、泰爸爸、ZAKKA（已結業）、Pizza Express及西班牙餐廳Cocina 3 Tapas Restaurant & Bar（已結業）。
2020年，誠品書店於三期商場大眾書局舊址開設香港第四店，9月23日正式開幕。
到2022年，近海泓道方向的地面入口大堂亦進行商戶重組，新商戶包括日式洋食Sensory ZERO和老媽拌麵。
三期商場設24小時開放的空調行人天橋連接橫跨塘尾道、渡船街、亞皆老街、櫻桃街的行人天橋，亦計劃接駁旺角行人天橋系統直達旺角及旺角東站一帶。此外，另有空調行人天橋連接奧海城2期。

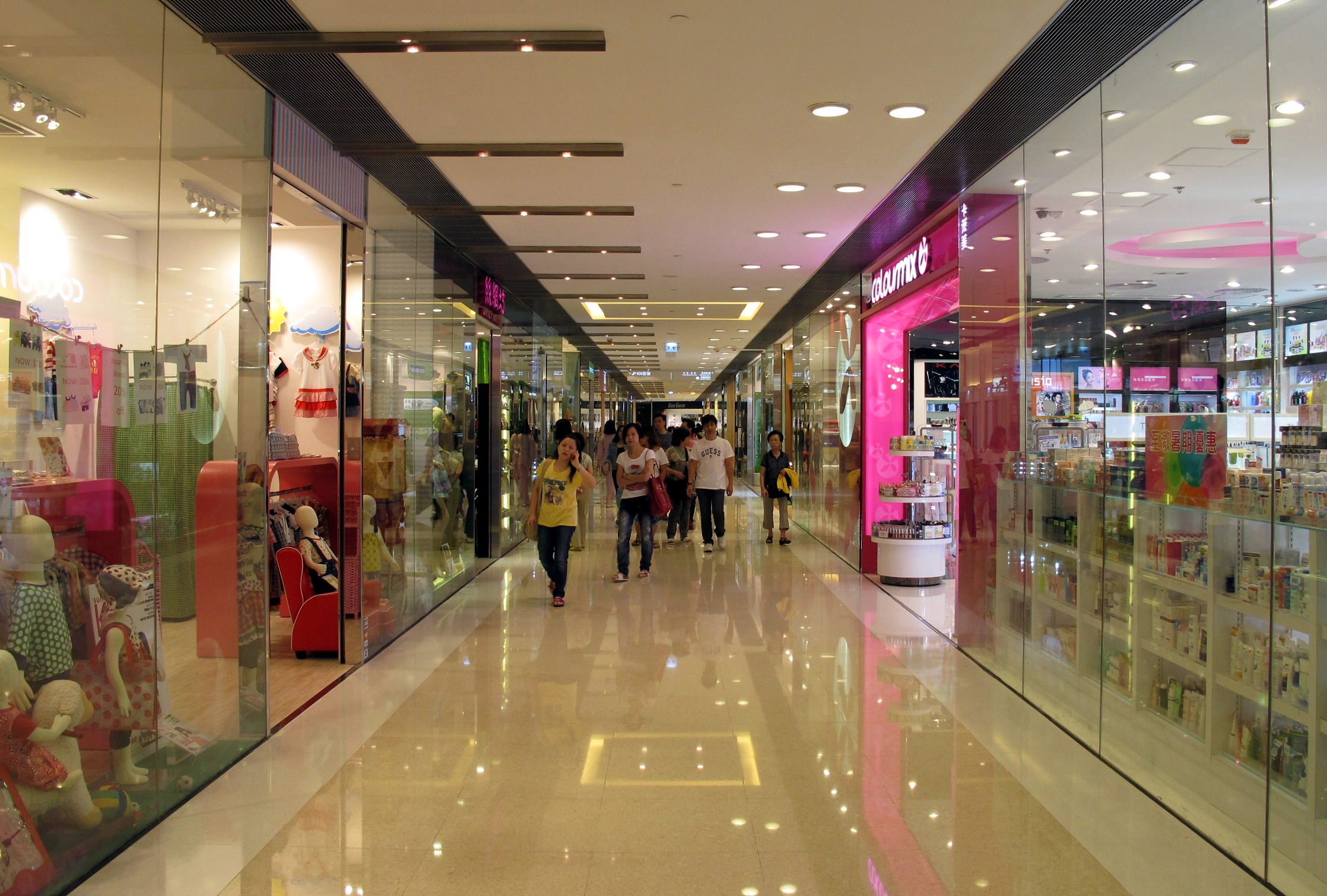
UG層商場通道
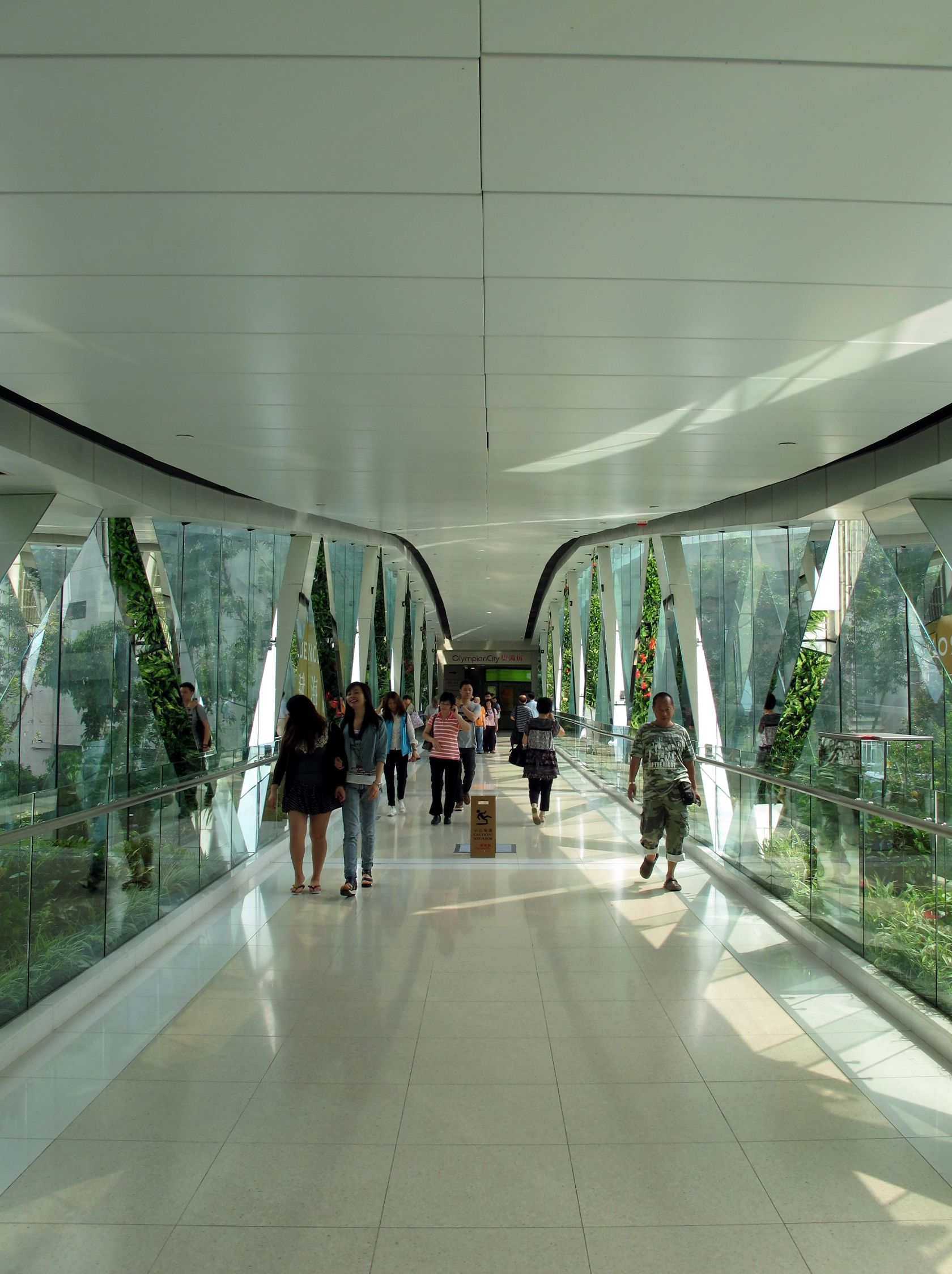
連接旺角的行人天橋
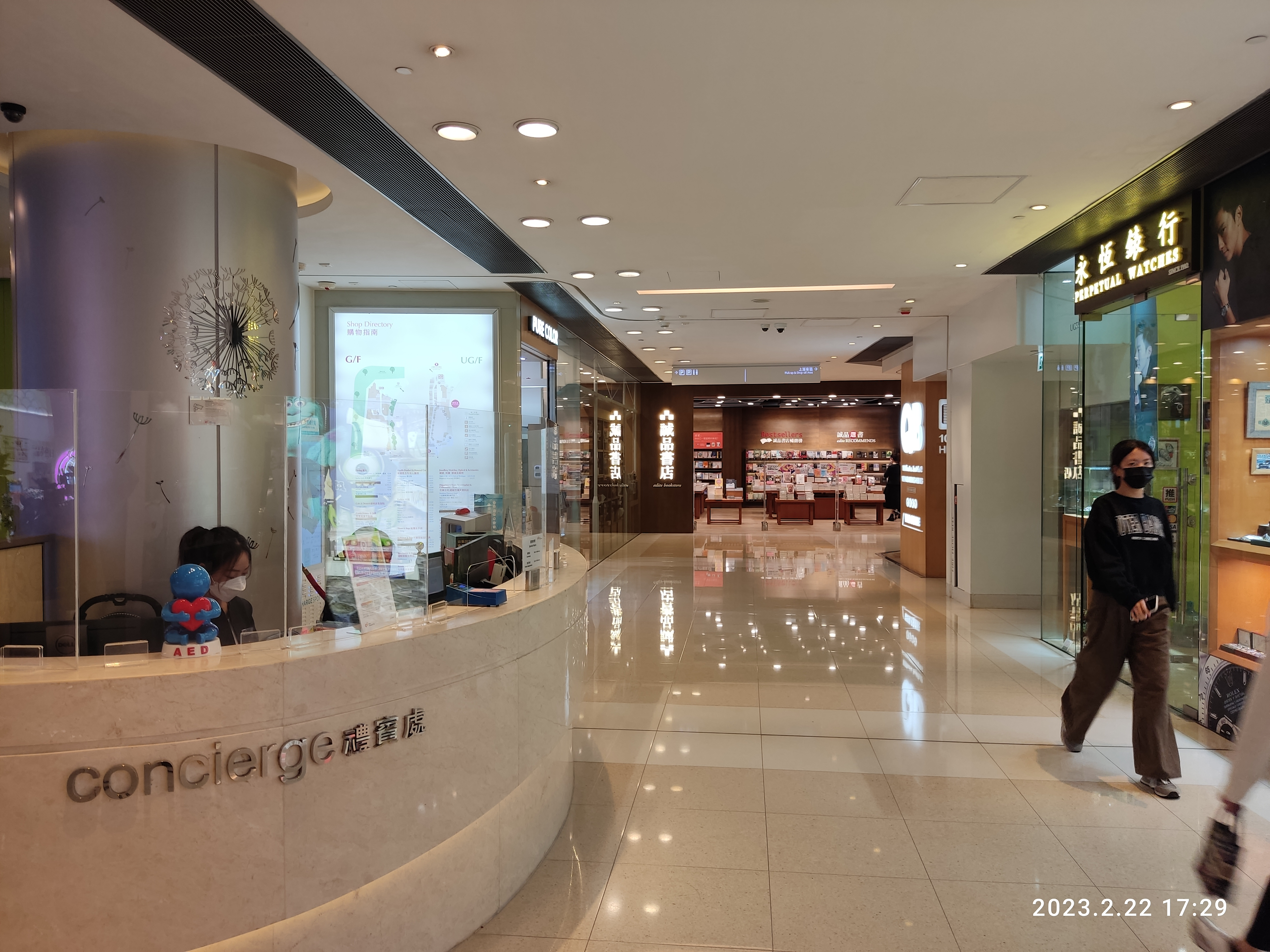
禮賓處
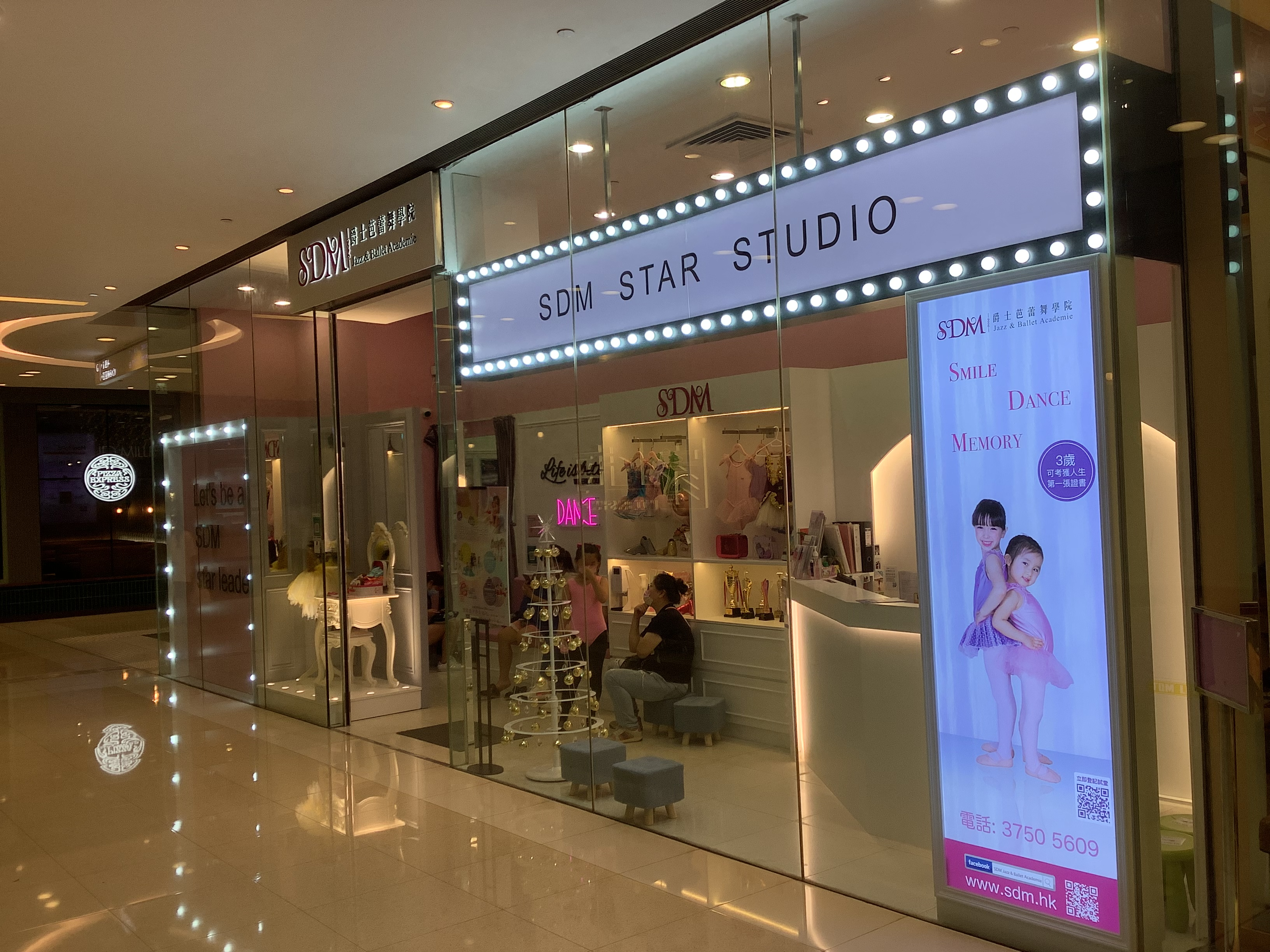
SDM爵士芭蕾舞學校奧海城分店

## 停車場

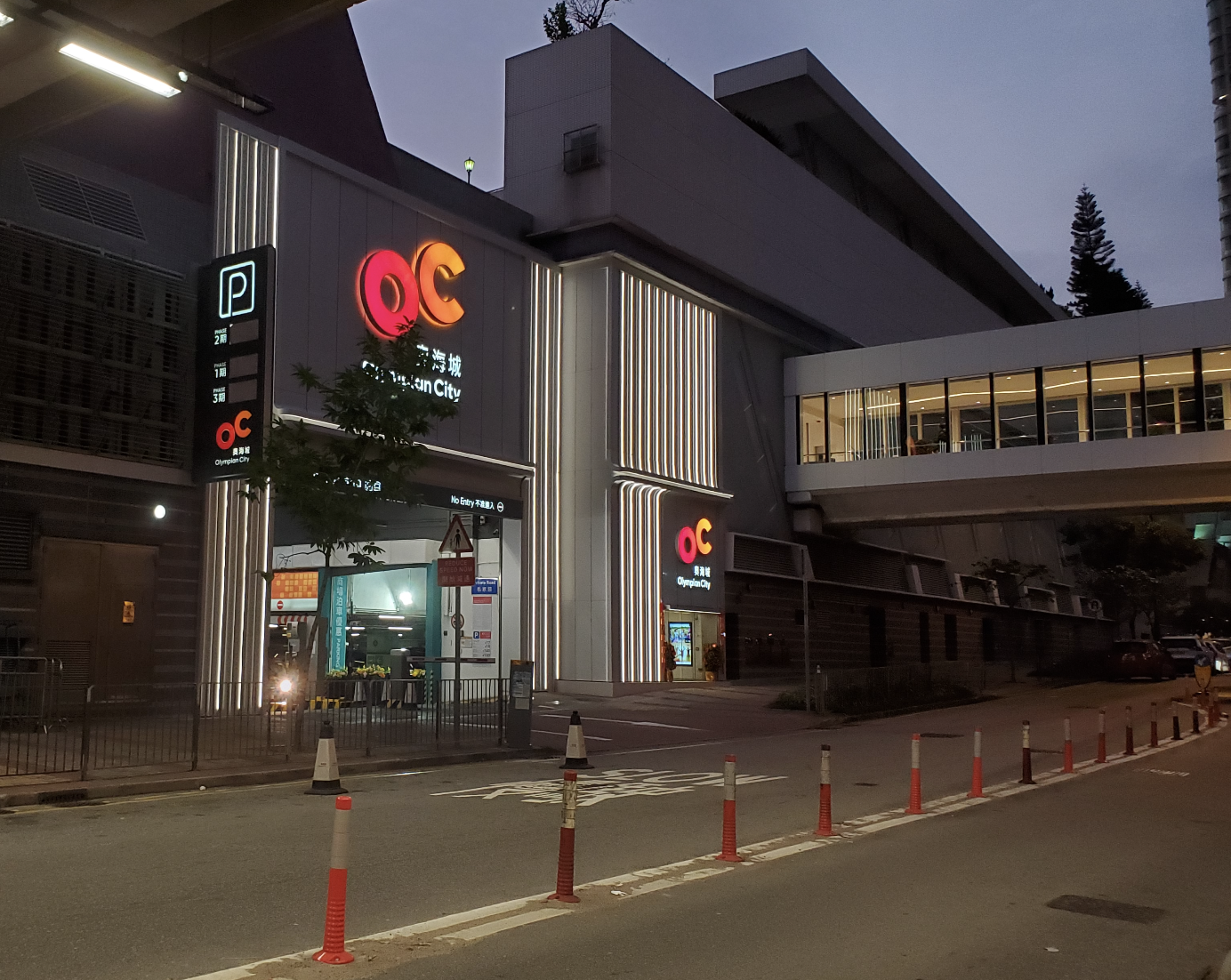
二期全新商場入口及翻新後的2期天橋和停車場出入口（2020年1月）

奧海城一期、二期及三期各設有時租停車場，均設有免費泊車消費優惠。二期停車場設置全港首部「輪胎自動充氣機」，免費幫駕車人士替其座駕輪胎自動打氣，惟現時已經停用。三期停車場入口和停車場的車輛通道則採用豪華宮廷式設計。
一期停車場設有330個時租車位，二期時租停車場設有198個時租車位，奧海城三期停車場設有約50個時租車位。
雖然三期停車場的車位數量比一期和二期停車場少，但由於發展商認為三期停車場車位不足，所以並沒有在三期停車場入口展示任何指示，只在網頁指出三期附設停車場。由於很多人都不知道三期設有停車場，而顧客亦可同樣享有免費泊車優惠，加上三期向海庭道一邊設有多間食肆，並提供露天用饍區域，故很多人直接把座駕停泊在海庭道路旁，所以有時在二期停車場大排長龍時，三期停車場還有剩餘車位。

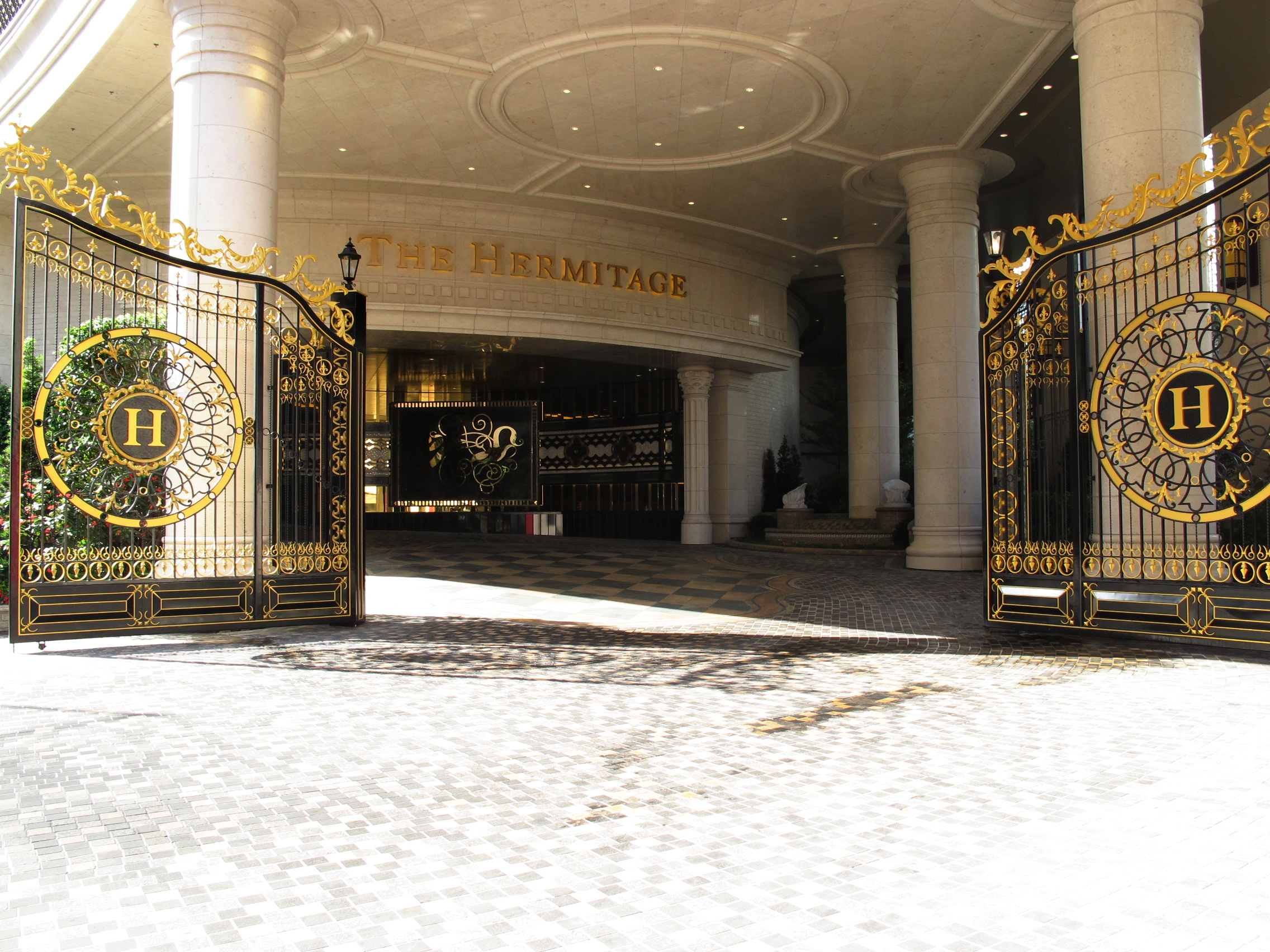
奧海城三期時租停車場地下入口
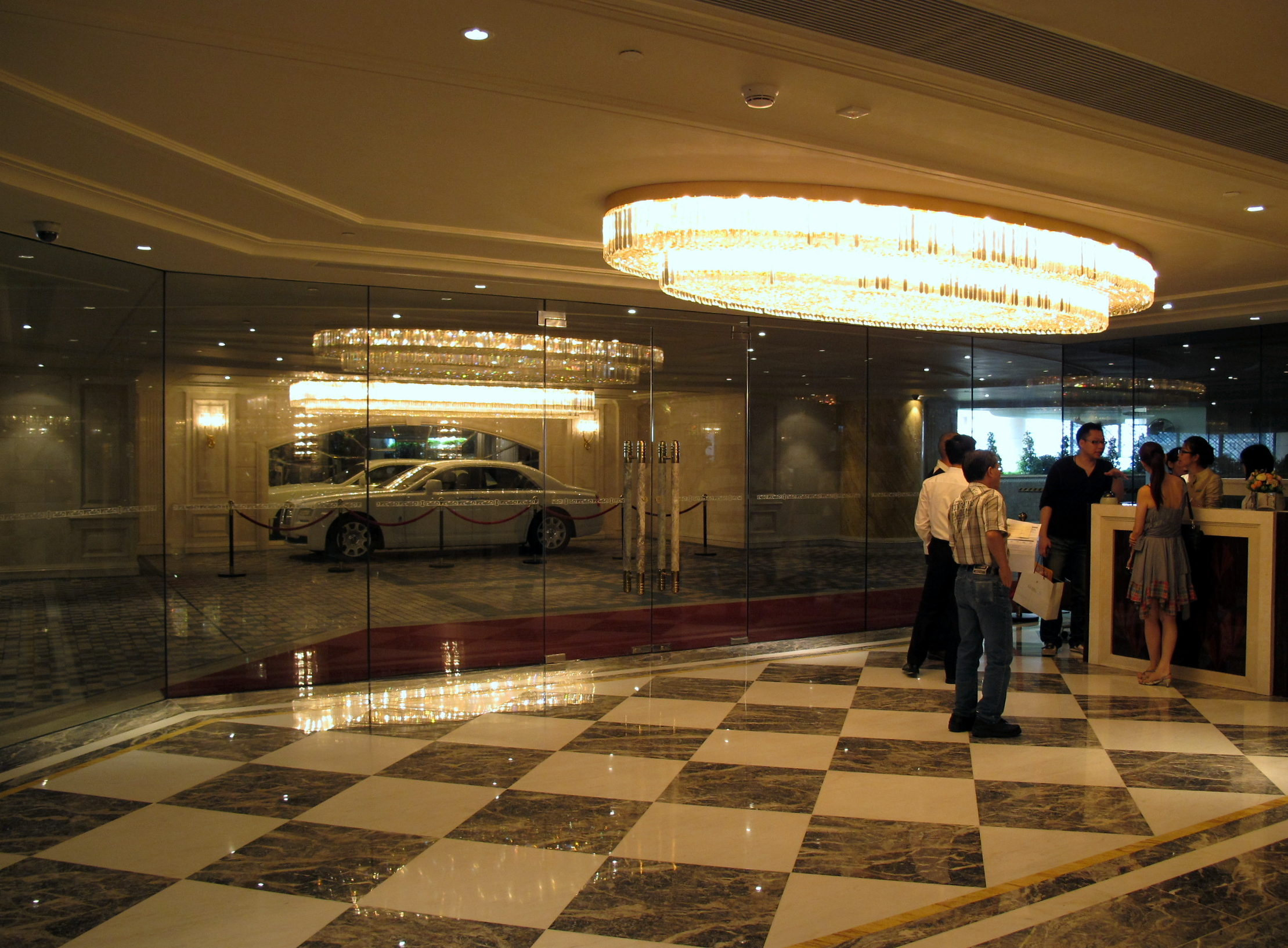
奧海城三期時租停車場上落客區出入口
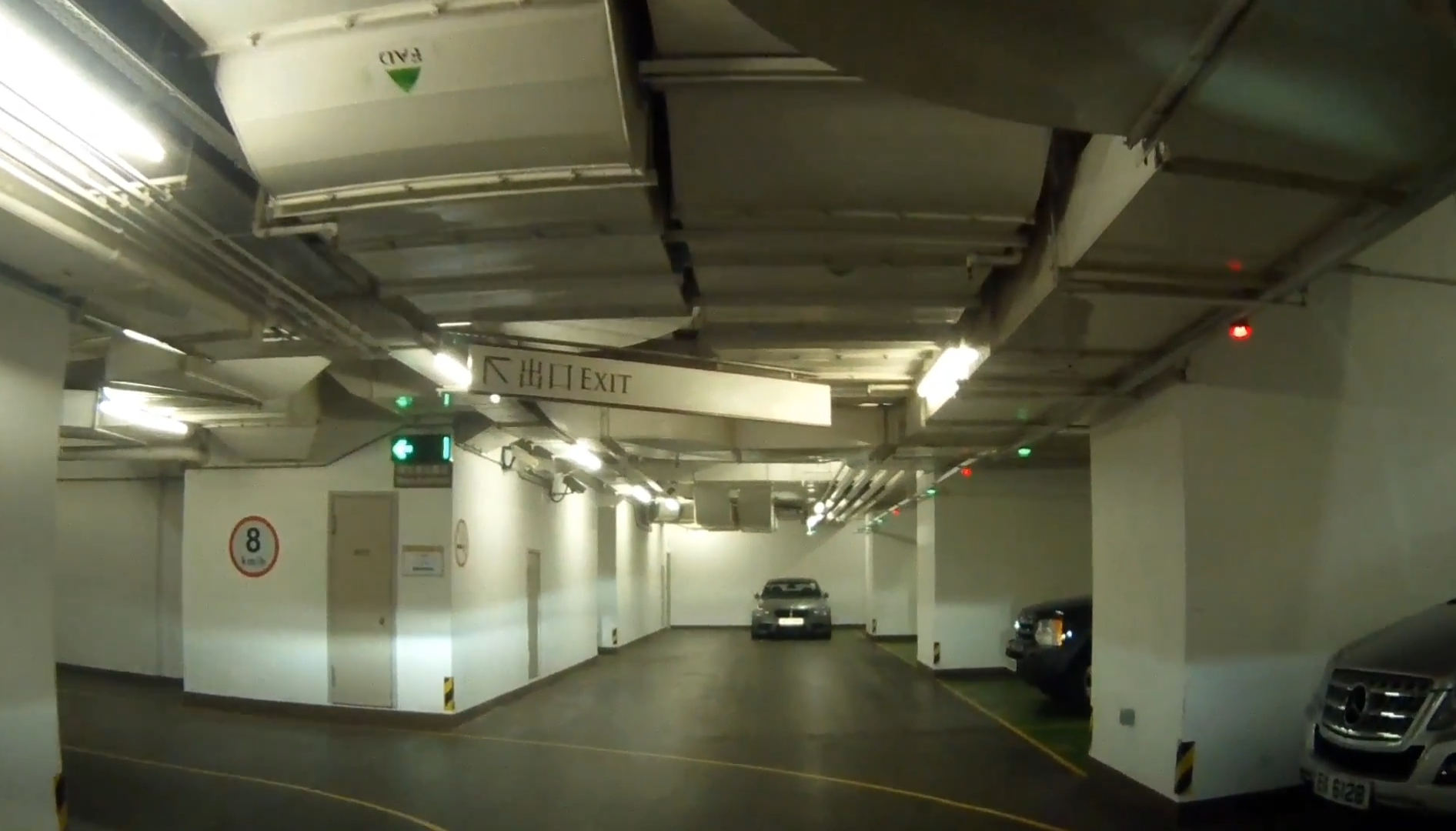
奧海城三期時租停車場

## 鄰近建築

### 私人屋苑
奧海城上蓋為私人住宅群，分別是維港灣、柏景灣、帝柏海灣及帝峯 · 皇殿，分別於2000年至2001年及2011年落成。其中維港灣位於奧海城一期，柏景灣及帝柏海灣則位於奧海城二期，帝峯 · 皇殿位於奧海城三期。奧海城二、三期南方有公屋海富苑及居屋富榮花園。
奧海城一期西邊臨海區有多個私人屋苑，包括凱帆軒、一號銀海、瓏璽及浪澄灣。
奧海城二、三期北邊為大角咀舊區。近年區內舊樓重建的項目陸續落成入伙，例如利奧坊，奧柏·御峯等，附近亦有私人屋苑如海桃灣、大同新邨等。

### 寫字樓
奧海城設有兩座寫字樓，分別為滙豐中心及中銀中心，屬於香港上海匯豐銀行以及中銀香港的後勤總部。

### 政府建築
西九龍政府合署於2019年啟用，北座為屋宇署總部，南座為運輸署及政府產業署總部。
海庭道聯用綜合大樓 (擬建)

### 香港紅十字會
香港紅十字會總部大樓於2015年9月12日投入服務。

## 外部連結
- 奧海城 （页面存档备份，存于）
- 奧海城三期新翼
- 信和集團 （页面存档备份，存于）

22°19′10″N 114°09′30″E / 22.3194°N 114.1583°E